# Morti nel 1992
| Questa pagina contiene informazioni ricavate automaticamente dalle voci biografiche con l'ausilio del template Bio e di un bot. L'aggiornamento è periodico e automatico e ricostruisce completamente la pagina. Se manca una persona in questa lista, sei pregato di non aggiungerla, ma accertati piuttosto che la sua voce biografica contenga il template Bio e che i dati anagrafici siano correttamente compilati. Se il template Bio manca, inseriscilo tu stesso o, in alternativa, metti l'avviso {{tmp\|Bio}} che ne segnala la mancanza. Se i dati riportati sono sbagliati, correggi direttamente la voce biografica; le modifiche saranno visibili in questa lista entro pochi giorni. Per chiarimenti vedi il progetto biografie. La lista contiene solo le 1.452 persone che sono citate nell'enciclopedia e per le quali è stato implementato correttamente il template Bio. Pagina aggiornata al 10 ago 2025. |

## Gennaio(143)
- 1º gennaio - Cele Abba, attrice italiana (n. 1906)
- 1º gennaio - Jack Badham, allenatore di calcio e calciatore inglese (n. 1919)
- 1º gennaio - Tonino Canu, cantante italiano (n. 1932)
- 1º gennaio - Leto Casini, presbitero italiano (n. 1902)
- 1º gennaio - Ennio D'Aniello, politico italiano (n. 1918)
- 1º gennaio - Grace Murray Hopper, matematica, informatica e militare statunitense (n. 1906)
- 1º gennaio - Oskar Munzel, generale tedesco (n. 1899)
- 1º gennaio - Alf Nilsen, calciatore norvegese (n. 1908)
- 1º gennaio - Aldo Valletti, attore italiano (n. 1930)
- 2 gennaio - Afro De Pietri, calciatore e allenatore di calcio italiano (n. 1905)
- 2 gennaio - Virginia Field, attrice britannica (n. 1917)
- 2 gennaio - Tibor Gallai, matematico ungherese (n. 1912)
- 2 gennaio - Hedwig Haß, schermitrice tedesca (n. 1902)
- 2 gennaio - Ginette Leclerc, attrice francese (n. 1912)
- 2 gennaio - Dietrich Opitz, orientalista tedesco (n. 1901)
- 2 gennaio - Maurice Perrin, pistard francese (n. 1911)
- 2 gennaio - Aldo Spagnoli, pubblicitario italiano (n. 1906)
- 2 gennaio - Yaúca, calciatore portoghese (n. 1935)
- 3 gennaio - Judith Anderson, attrice australiana (n. 1897)
- 3 gennaio - Ubaldo Bellugi, poeta, commediografo e politico italiano (n. 1899)
- 3 gennaio - Akio Kashiwagi, imprenditore giapponese
- 3 gennaio - Domenico Meldolesi, ciclista su strada italiano (n. 1940)
- 3 gennaio - Gipo Poggi, calciatore e allenatore di calcio italiano (n. 1913)
- 3 gennaio - Gábor Szarvas, sollevatore ungherese (n. 1943)
- 3 gennaio - Radomiro Tomic, politico cileno (n. 1914)
- 4 gennaio - Salvatore Aversa, poliziotto italiano (n. 1933)
- 4 gennaio - Antonio Ghiardello, canottiere italiano (n. 1898)
- 4 gennaio - Aldo Loreti, politico italiano (n. 1920)
- 4 gennaio - Alfonso Weber, calciatore svizzero (n. 1915)
- 5 gennaio - Rube Lautenschlager, cestista statunitense (n. 1915)
- 5 gennaio - Marchinus van der Valk, filologo classico e teologo olandese (n. 1910)
- 6 gennaio - John D'Amato, mafioso statunitense (n. 1940)
- 6 gennaio - Tino Neirotti, giornalista italiano (n. 1923)
- 6 gennaio - Pablo Sándiford, cestista ecuadoriano (n. 1922)
- 7 gennaio - Jean-Loup Eychenne, militare francese (n. 1957)
- 7 gennaio - Giulio Gaio, presbitero, politico e antifascista italiano (n. 1886)
- 7 gennaio - Gilles Lalay, pilota motociclistico francese (n. 1962)
- 7 gennaio - Cesare Marchi, scrittore, giornalista e personaggio televisivo italiano (n. 1922)
- 7 gennaio - Andrew Marton, regista, montatore e produttore cinematografico ungherese (n. 1904)
- 7 gennaio - Marco Matta, aviatore italiano (n. 1964)
- 7 gennaio - Silvano Natale, militare italiano (n. 1951)
- 7 gennaio - Gino Patroni, giornalista e scrittore italiano (n. 1920)
- 7 gennaio - Fiorenzo Ramacci, militare italiano (n. 1958)
- 7 gennaio - Enzo Venturini, militare italiano (n. 1941)
- 8 gennaio - Francesco Audisio, calciatore italiano (n. 1901)
- 8 gennaio - Anthony Dawson, attore britannico (n. 1916)
- 8 gennaio - Giuseppe Farfanelli, pugile italiano (n. 1915)
- 8 gennaio - Marjorie Kane, attrice statunitense (n. 1909)
- 8 gennaio - Miguel Roca Cabanellas, arcivescovo cattolico spagnolo (n. 1921)
- 8 gennaio - Nicolas Schöffer, artista ungherese (n. 1912)
- 8 gennaio - Zoja Ivanovna Voskresenskaja, diplomatica, agente segreta e scrittrice sovietica (n. 1907)
- 9 gennaio - Steve Brodie, attore statunitense (n. 1919)
- 9 gennaio - Hans Jenny, geografo svizzero (n. 1899)
- 9 gennaio - Luigi Stipa, ufficiale e partigiano italiano (n. 1900)
- 9 gennaio - Leopold Vogl, calciatore austriaco (n. 1910)
- 10 gennaio - Roberto Bonomi, pilota automobilistico argentino (n. 1919)
- 10 gennaio - Maria Teresa Cristofano, poetessa e scrittrice italiana (n. 1902)
- 10 gennaio - Luciano Degara, calciatore italiano (n. 1912)
- 10 gennaio - Gianfranco Mariotti, politico italiano (n. 1939)
- 10 gennaio - Estevão Molnar, schermidore brasiliano (n. 1915)
- 11 gennaio - Juan Funes, calciatore argentino (n. 1963)
- 11 gennaio - Davit' Hambarjowmyan, tuffatore sovietico (n. 1956)
- 12 gennaio - Antonio Sanna, medico e microbiologo italiano (n. 1917)
- 13 gennaio - Mehdi Abbasov, militare azero (n. 1960)
- 13 gennaio - Yvonne Bryceland, attrice sudafricana (n. 1925)
- 13 gennaio - Josef Neckermann, cavaliere tedesco (n. 1912)
- 14 gennaio - Elio Morri, scultore italiano (n. 1913)
- 14 gennaio - Jerry Nolan, batterista statunitense (n. 1946)
- 14 gennaio - Miran Schrott, hockeista su ghiaccio italiano (n. 1972)
- 14 gennaio - Ceslas Spicq, biblista e religioso francese (n. 1901)
- 14 gennaio - Flory Van Donck, golfista belga (n. 1912)
- 14 gennaio - Karl Zanon, politico e agronomo italiano (n. 1920)
- 15 gennaio - Ennio Cervellati, partigiano e politico italiano (n. 1906)
- 15 gennaio - Giuseppe Giliberti, politico italiano (n. 1919)
- 15 gennaio - Fritz Kraatz, hockeista su ghiaccio e dirigente sportivo svizzero (n. 1906)
- 15 gennaio - Dee Murray, musicista britannico (n. 1946)
- 16 gennaio - Ajahn Chah, monaco buddhista thailandese (n. 1918)
- 16 gennaio - Carl-Gustaf Lindstedt, attore, comico e personaggio televisivo svedese (n. 1921)
- 17 gennaio - Dorothy Alison, attrice australiana (n. 1925)
- 17 gennaio - Vincenzo Barra, politico italiano (n. 1915)
- 17 gennaio - Luigi Durand de la Penne, ammiraglio e politico italiano (n. 1914)
- 17 gennaio - Nunzia Fumo, attrice italiana (n. 1913)
- 17 gennaio - Cecilia Kin, scrittrice, critica letteraria e traduttrice russa (n. 1905)
- 17 gennaio - Cromie McCandless, pilota motociclistico britannico (n. 1921)
- 17 gennaio - Charlie Ventura, sassofonista statunitense (n. 1916)
- 18 gennaio - Aleksandr Al'metov, hockeista su ghiaccio sovietico (n. 1940)
- 18 gennaio - Eugen Dobrogeanu, ufficiale rumeno (n. 1913)
- 18 gennaio - George Hill, velocista statunitense (n. 1901)
- 18 gennaio - Ruby R. Levitt, scenografa statunitense (n. 1907)
- 19 gennaio - Micheline Béjaud, cestista francese (n. 1931)
- 19 gennaio - Pietro Di Donato, scrittore statunitense (n. 1911)
- 19 gennaio - George S. Odiorne, economista statunitense (n. 1920)
- 19 gennaio - Gianni Quondamatteo, etnologo, lessicografo e giornalista italiano (n. 1910)
- 20 gennaio - Milovan Gavazzi, etnologo croato (n. 1895)
- 20 gennaio - Tom McCarthy, hockeista su ghiaccio canadese (n. 1934)
- 21 gennaio - Mario Dal Pra, filosofo, storico della filosofia e partigiano italiano (n. 1914)
- 21 gennaio - Champion Jack Dupree, pianista e cantante statunitense (n. 1910)
- 21 gennaio - Ugo Dettore, romanziere, traduttore e parapsicologo italiano (n. 1905)
- 21 gennaio - Franz Hanreiter, calciatore austriaco (n. 1913)
- 21 gennaio - Edward Koiki Mabo, australiano (n. 1936)
- 22 gennaio - A. J. Antoon, regista teatrale statunitense (n. 1944)
- 22 gennaio - Liesel Bach, aviatrice e scrittrice tedesca (n. 1905)
- 22 gennaio - Fernand Buyle, calciatore belga (n. 1918)
- 22 gennaio - Billy Graham, pugile statunitense (n. 1922)
- 22 gennaio - Giovanni Scher, canottiere italiano (n. 1915)
- 22 gennaio - John D. Skilton, storico dell'arte e militare statunitense (n. 1909)
- 22 gennaio - Francisco Urroz, calciatore cileno (n. 1920)
- 22 gennaio - Luigi Vanzi, regista italiano (n. 1924)
- 23 gennaio - Freddie Bartholomew, attore, produttore televisivo e regista televisivo irlandese (n. 1924)
- 23 gennaio - Ian Wolfe, attore statunitense (n. 1896)
- 24 gennaio - Ignacio Bernal, antropologo, archeologo e storico messicano (n. 1910)
- 24 gennaio - Ken Darby, compositore statunitense (n. 1909)
- 24 gennaio - Giulio Grassini, generale italiano (n. 1922)
- 24 gennaio - Manuel Guitián, attore spagnolo (n. 1900)
- 24 gennaio - Klaes Karppinen, fondista finlandese (n. 1907)
- 24 gennaio - Liu Yunqiao, artista marziale cinese (n. 1909)
- 24 gennaio - Tina Chow, modella e gioielliere statunitense (n. 1950)
- 24 gennaio - Ricky Ray Rector, criminale statunitense (n. 1950)
- 24 gennaio - Luigi Taddei, pittore svizzero (n. 1898)
- 25 gennaio - Guido Buzzelli, fumettista, illustratore e pittore italiano (n. 1927)
- 25 gennaio - Enzo Venturini, calciatore e allenatore di calcio italiano (n. 1916)
- 26 gennaio - José Ferrer, attore e regista portoricano (n. 1912)
- 26 gennaio - Hans Schulze, pallanuotista tedesco (n. 1911)
- 27 gennaio - John Alcorn, grafico e illustratore statunitense (n. 1935)
- 27 gennaio - Francesco Anniballi, attore e stuntman italiano (n. 1941)
- 27 gennaio - Gwen Ffrangcon Davies, attrice inglese (n. 1891)
- 27 gennaio - Henriette von Schirach, scrittrice tedesca (n. 1913)
- 28 gennaio - Oscar De Mejo, compositore italiano (n. 1911)
- 28 gennaio - Clark Tippet, danzatore e coreografo statunitense (n. 1954)
- 28 gennaio - Mehmet Ali Yalım, cestista turco (n. 1929)
- 29 gennaio - Shlomo Ben Zeev, cestista israeliano (n. 1941)
- 29 gennaio - Gino Corradini, calciatore, allenatore di calcio e dirigente sportivo italiano (n. 1929)
- 29 gennaio - Willie Dixon, contrabbassista statunitense (n. 1915)
- 29 gennaio - Jean-Louis Jeanmaire, militare e insegnante svizzero (n. 1910)
- 29 gennaio - Emilio Marchesini, attore e doppiatore italiano (n. 1930)
- 30 gennaio - Ole Bakken, cestista canadese (n. 1922)
- 30 gennaio - Anton Beleš, calciatore slovacco (n. 1920)
- 30 gennaio - George Frederick James Temple, matematico britannico (n. 1901)
- 30 gennaio - Adelmo Toffanetti, calciatore italiano (n. 1919)
- 31 gennaio - Ioan Cherteș, arcivescovo cattolico rumeno (n. 1911)
- 31 gennaio - Ludwig Geyer, ciclista su strada tedesco (n. 1904)
- 31 gennaio - Mel Hein, giocatore di football americano statunitense (n. 1909)
- 31 gennaio - Martin Held, attore tedesco (n. 1908)

## Febbraio(114)
- 1º febbraio - Miguel Ayestarán, calciatore spagnolo (n. 1910)
- 1º febbraio - Jean Hamburger, chirurgo, medico e saggista francese (n. 1909)
- 1º febbraio - Angelo Salizzoni, politico italiano (n. 1907)
- 2 febbraio - Paul Huston, cestista statunitense (n. 1925)
- 2 febbraio - Mustafa Jagly-Ogly, sollevatore sovietico (n. 1934)
- 2 febbraio - Bredo Wass, calciatore norvegese (n. 1903)
- 3 febbraio - Junior Cook, sassofonista statunitense (n. 1934)
- 3 febbraio - Emilio de Roja, presbitero e partigiano italiano (n. 1919)
- 3 febbraio - Knut Fridell, lottatore svedese (n. 1908)
- 3 febbraio - Mário Peixoto, regista e scrittore brasiliano (n. 1908)
- 3 febbraio - René Vuaillat, progettista francese (n. 1923)
- 4 febbraio - Luigi Cavalieri, bobbista italiano (n. 1914)
- 4 febbraio - Pavel Vladimirovič Cybin, ingegnere sovietico (n. 1906)
- 4 febbraio - Alan Davies, calciatore gallese (n. 1961)
- 4 febbraio - John Dehner, attore statunitense (n. 1915)
- 4 febbraio - Lisa Fonssagrives, supermodella svedese (n. 1911)
- 4 febbraio - Vittorio Gelmetti, compositore italiano (n. 1926)
- 4 febbraio - Gianni Rizzo, attore italiano (n. 1924)
- 5 febbraio - Nicomedes Santa Cruz, musicista, poeta e etnomusicologo peruviano (n. 1925)
- 5 febbraio - Bill Wheatley, cestista e allenatore di pallacanestro statunitense (n. 1909)
- 6 febbraio - Geert Holvast, poliziotto olandese (n. 1917)
- 6 febbraio - David Maria Turoldo, presbitero, teologo e filosofo italiano (n. 1916)
- 7 febbraio - Carla Badiali, pittrice italiana (n. 1907)
- 7 febbraio - Chang Dsu Yao, artista marziale e insegnante cinese (n. 1918)
- 7 febbraio - Buzz Sawyer, wrestler statunitense (n. 1959)
- 7 febbraio - Franco Torti, paroliere e autore televisivo italiano (n. 1927)
- 8 febbraio - Jack Jennings, cestista e allenatore di pallacanestro statunitense (n. 1918)
- 8 febbraio - Baruch Lumet, attore, direttore artistico e docente polacco (n. 1898)
- 9 febbraio - Andor Foldes, pianista ungherese (n. 1913)
- 9 febbraio - Carlo Gallavotti, filologo classico e grecista italiano (n. 1909)
- 9 febbraio - Jack Kinney, regista, sceneggiatore e animatore statunitense (n. 1909)
- 9 febbraio - Ada Masotti, stilista e imprenditrice italiana (n. 1915)
- 9 febbraio - Cosimo Muci, calciatore italiano (n. 1920)
- 10 febbraio - Alex Haley, giornalista e scrittore statunitense (n. 1921)
- 10 febbraio - Jim Pepper, sassofonista, compositore e cantante statunitense (n. 1941)
- 11 febbraio - Paddy Crehan, cestista irlandese (n. 1920)
- 11 febbraio - Ray Danton, attore e regista statunitense (n. 1931)
- 11 febbraio - Morrnah Simeona, personalità religiosa statunitense (n. 1913)
- 12 febbraio - Fortunato Arena, carabiniere italiano (n. 1969)
- 12 febbraio - Carlo Azzali, calciatore e allenatore di calcio italiano (n. 1936)
- 12 febbraio - Bep van Klaveren, pugile olandese (n. 1907)
- 12 febbraio - Yehuda D. Nevo, archeologo israeliano (n. 1932)
- 12 febbraio - Gaetano Peretti, filosofo, attivista e politico italiano (n. 1924)
- 12 febbraio - Claudio Pezzuto, carabiniere italiano (n. 1963)
- 12 febbraio - Stella Roman, soprano rumeno (n. 1904)
- 13 febbraio - Nikolaj Nikolaevič Bogoljubov, fisico e matematico sovietico (n. 1909)
- 13 febbraio - Dorothy Tree, attrice e insegnante statunitense (n. 1906)
- 13 febbraio - Warren Westlund, canottiere statunitense (n. 1926)
- 14 febbraio - Gianfranco Folena, linguista e filologo italiano (n. 1920)
- 14 febbraio - Augusto Ghetti, ingegnere italiano (n. 1914)
- 14 febbraio - Luigi Ghirri, fotografo italiano (n. 1943)
- 14 febbraio - Roepie Kruize, hockeista su prato olandese (n. 1925)
- 14 febbraio - Hussain Montassir, cestista egiziano (n. 1923)
- 15 febbraio - Hermann Axen, politico tedesco orientale (n. 1916)
- 15 febbraio - Stefano Calzetta, mafioso e collaboratore di giustizia italiano (n. 1939)
- 15 febbraio - Michelangelo Dall'Armellina, politico italiano (n. 1920)
- 15 febbraio - Lino Mosca, calciatore italiano (n. 1907)
- 15 febbraio - Maria Elena Moyano, attivista peruviana (n. 1958)
- 15 febbraio - José Paredes, calciatore spagnolo (n. 1933)
- 16 febbraio - Charles Carnegie, XI conte di Southesk, nobile scozzese (n. 1893)
- 16 febbraio - Angela Carter, scrittrice e giornalista britannica (n. 1940)
- 16 febbraio - Alberto Gomes, calciatore e allenatore di calcio portoghese (n. 1915)
- 16 febbraio - George MacBeth, poeta e romanziere scozzese (n. 1932)
- 16 febbraio - William Schuman, compositore statunitense (n. 1910)
- 16 febbraio - Luigi Lorenzo Secchi, ingegnere, architetto e pubblicista italiano (n. 1899)
- 16 febbraio - Herman Wold, statistico svedese (n. 1908)
- 16 febbraio - Abbas al-Musawi, religioso e politico libanese (n. 1952)
- 16 febbraio - Jânio Quadros, avvocato e politico brasiliano (n. 1917)
- 17 febbraio - John Fieldhouse, ammiraglio britannico (n. 1928)
- 17 febbraio - Agustín García Arreola, cestista e allenatore di pallacanestro messicano (n. 1915)
- 17 febbraio - Emilio Morollón, calciatore spagnolo (n. 1937)
- 18 febbraio - Sylvain Julien Victor Arend, astronomo belga (n. 1902)
- 19 febbraio - Takehiko Kanagoki, cestista giapponese (n. 1914)
- 19 febbraio - Buddy O'Grady, cestista e allenatore di pallacanestro statunitense (n. 1920)
- 19 febbraio - Vladimir Solomonovič Pozner, scrittore francese (n. 1905)
- 19 febbraio - Tojo Yamamoto, wrestler statunitense (n. 1927)
- 20 febbraio - Muhammad Asad, giornalista e scrittore austriaco (n. 1900)
- 20 febbraio - Roberto D'Aubuisson, politico e militare salvadoregno (n. 1944)
- 20 febbraio - Pierre Dervaux, direttore d'orchestra e compositore francese (n. 1917)
- 20 febbraio - José Luis Manzano, attore spagnolo (n. 1962)
- 20 febbraio - Dick York, attore statunitense (n. 1928)
- 22 febbraio - Tolmino Gios, ciclista su strada italiano (n. 1916)
- 22 febbraio - Rupert von Trapp, cantante austriaco (n. 1911)
- 22 febbraio - David Wilson, calciatore inglese (n. 1908)
- 22 febbraio - Paul Winter, discobolo e pesista francese (n. 1906)
- 22 febbraio - Kurt Wires, canoista finlandese (n. 1919)
- 23 febbraio - Joseph Armone, mafioso statunitense (n. 1917)
- 23 febbraio - Valentino Bompiani, editore, scrittore e drammaturgo italiano (n. 1898)
- 23 febbraio - Maurice Raes, ciclista su strada e ciclocrossista belga (n. 1907)
- 23 febbraio - Markos Vafeiadīs, politico, partigiano e militare greco (n. 1906)
- 24 febbraio - Ljubo Benčić, calciatore e allenatore di calcio jugoslavo (n. 1905)
- 24 febbraio - Clarrie Jordan, calciatore inglese (n. 1922)
- 24 febbraio - August Lešnik, calciatore croato (n. 1914)
- 24 febbraio - Giovanni Moroni, politico italiano (n. 1930)
- 25 febbraio - Maria Luisa Belleli, francesista, traduttrice e poetessa italiana (n. 1909)
- 25 febbraio - Zlatko Celent, canottiere croato (n. 1952)
- 25 febbraio - Ollie O'Toole, attore statunitense (n. 1912)
- 26 febbraio - Alif Hajiyev, militare azero (n. 1953)
- 26 febbraio - Manfred Horstmann, fisico tedesco (n. 1928)
- 26 febbraio - Tofig Huseynov, militare azero (n. 1954)
- 26 febbraio - Nietta Mordeglia, attrice italiana (n. 1894)
- 26 febbraio - Gerrit Schulte, ciclista su strada e pistard olandese (n. 1916)
- 27 febbraio - Fernando Ribeiro de Mello, editore portoghese (n. 1941)
- 27 febbraio - Jerome M. Fernandez, vescovo cattolico indiano (n. 1901)
- 27 febbraio - Algirdas Julien Greimas, linguista e semiologo lituano (n. 1917)
- 27 febbraio - György Nagy, calciatore ungherese (n. 1942)
- 28 febbraio - Mevhibe Inönü, turca (n. 1897)
- 28 febbraio - Bolesław Orliński, aviatore e militare polacco (n. 1899)
- 28 febbraio - Enzo Pulcrano, attore e pugile italiano (n. 1943)
- 29 febbraio - Ada Colangeli, attrice italiana (n. 1913)
- 29 febbraio - Don Heinrich, giocatore di football americano statunitense (n. 1930)
- 29 febbraio - Ferenc Karinthy, scrittore, linguista e drammaturgo ungherese (n. 1921)
- 29 febbraio - Roberto Rebora, poeta, traduttore e critico teatrale italiano (n. 1910)
- 29 febbraio - Margaret Thompson, numismatica statunitense (n. 1911)

## Marzo(134)
- 1º marzo - Marie Déa, attrice francese (n. 1912)
- 1º marzo - David Stone Martin, artista statunitense (n. 1913)
- 1º marzo - Aldo Riguccini, pittore, scultore e designer italiano (n. 1913)
- 1º marzo - Sergio Stefanutti, ingegnere aeronautico italiano (n. 1906)
- 1º marzo - Abla bint Tahar, principessa marocchina (n. 1909)
- 2 marzo - Robert Clatworthy, scenografo statunitense (n. 1911)
- 2 marzo - Sandy Dennis, attrice statunitense (n. 1937)
- 2 marzo - Adolfo Sarti, politico italiano (n. 1928)
- 3 marzo - Robert Beatty, attore canadese (n. 1909)
- 3 marzo - Laurent Henric, calciatore francese (n. 1905)
- 3 marzo - Lella Lombardi, pilota automobilistica italiana (n. 1941)
- 3 marzo - Dante Maggio, attore italiano (n. 1909)
- 4 marzo - Néstor Almendros, direttore della fotografia e regista spagnolo (n. 1930)
- 4 marzo - Art Babbitt, animatore, regista e attivista statunitense (n. 1907)
- 4 marzo - Evgenij Evstigneev, attore sovietico (n. 1926)
- 4 marzo - Mario Lazzaroni, calciatore italiano (n. 1907)
- 4 marzo - Armando Monasterio, politico, partigiano e sindacalista italiano (n. 1909)
- 4 marzo - Sándor Veress, etnomusicologo e compositore ungherese (n. 1907)
- 5 marzo - Eduardo Airaldi Rivarola, cestista, allenatore di pallacanestro e arbitro di pallacanestro peruviano (n. 1922)
- 5 marzo - Raymond Barbeau, scrittore e attivista canadese (n. 1930)
- 5 marzo - Karin Hardt, attrice tedesca (n. 1910)
- 5 marzo - Giuseppe Olmo, ciclista su strada, pistard e imprenditore italiano (n. 1911)
- 5 marzo - Salwa Salem, scrittrice e attivista palestinese (n. 1940)
- 6 marzo - Elvia Allman, attrice e doppiatrice statunitense (n. 1904)
- 6 marzo - Primo Arzilli, fantino italiano (n. 1912)
- 6 marzo - Roberto Lerici, editore, commediografo e sceneggiatore italiano (n. 1931)
- 6 marzo - Maria Helena Vieira da Silva, pittrice portoghese (n. 1908)
- 7 marzo - János Aknai, calciatore ungherese (n. 1908)
- 7 marzo - Chuck Crate, politico canadese (n. 1915)
- 7 marzo - Olga Dickie, attrice britannica (n. 1900)
- 7 marzo - Asaf Messerer, ballerino e coreografo sovietico (n. 1903)
- 7 marzo - Nikolaj Šatov, sollevatore sovietico (n. 1909)
- 8 marzo - Davide Barba, politico italiano (n. 1926)
- 8 marzo - Red Callender, contrabbassista e suonatore di tuba statunitense (n. 1916)
- 8 marzo - Elve Fortis de Hieronymis, artista e scrittrice italiana (n. 1920)
- 8 marzo - Gian Emilio Piazza, calciatore italiano (n. 1914)
- 9 marzo - Menachem Begin, politico israeliano (n. 1913)
- 9 marzo - Silviu Bindea, calciatore rumeno (n. 1912)
- 9 marzo - Monty Budwig, contrabbassista statunitense (n. 1926)
- 9 marzo - Erminio Criscione, criminale italiano (n. 1955)
- 9 marzo - Reinhard von Koenig-Fachsenfeld, designer tedesco (n. 1899)
- 9 marzo - Franco Margola, compositore italiano (n. 1908)
- 10 marzo - Vladimir Ivković, pallanuotista jugoslavo (n. 1929)
- 10 marzo - Antonia Locatelli, religiosa italiana (n. 1937)
- 10 marzo - Enrico Mollo, ciclista su strada italiano (n. 1913)
- 10 marzo - Jackie Mudie, calciatore e allenatore di calcio scozzese (n. 1930)
- 10 marzo - Krasimira Bogdanova, cestista bulgara (n. 1949)
- 10 marzo - Dario Sabatello, produttore cinematografico italiano (n. 1911)
- 11 marzo - László Benedek, regista, sceneggiatore e produttore cinematografico ungherese (n. 1905)
- 11 marzo - Richard Brooks, regista, sceneggiatore e scrittore statunitense (n. 1912)
- 11 marzo - Gianni Carrara, fondista italiano (n. 1929)
- 11 marzo - David Carroll, attore e cantante statunitense (n. 1950)
- 11 marzo - Francesco Fossa, imprenditore e politico italiano (n. 1921)
- 11 marzo - Gianluigi Negri, calciatore italiano (n. 1935)
- 11 marzo - Eddie Sadowski, cestista statunitense (n. 1915)
- 12 marzo - Girolamo Bartolomeo Bortignon, vescovo cattolico italiano (n. 1905)
- 12 marzo - Max Catto, scrittore e drammaturgo britannico (n. 1907)
- 12 marzo - Salvo Lima, politico italiano (n. 1928)
- 13 marzo - Giuseppe Biscottini, giurista italiano (n. 1909)
- 13 marzo - Amerigo Clocchiatti, partigiano, politico e sindacalista italiano (n. 1911)
- 13 marzo - Irmã Dulce, religiosa brasiliana (n. 1914)
- 13 marzo - Franco Ferracuti, criminologo, psicologo e psichiatra forense italiano (n. 1927)
- 13 marzo - Erika Groth-Schmachtenberger, fotografa tedesca (n. 1906)
- 13 marzo - Osvaldo Reig, biologo e paleontologo argentino (n. 1929)
- 13 marzo - Marcella Valeri, attrice italiana (n. 1919)
- 14 marzo - Ralph James, attore statunitense (n. 1924)
- 14 marzo - Jean Poiret, attore e sceneggiatore francese (n. 1926)
- 14 marzo - Wee Willie Smith, cestista statunitense (n. 1911)
- 14 marzo - Arthur Studenroth, mezzofondista statunitense (n. 1899)
- 15 marzo - Pietro Bucalossi, oncologo e politico italiano (n. 1905)
- 15 marzo - Helen Deutsch, sceneggiatrice e giornalista statunitense (n. 1906)
- 15 marzo - Sergio Guerri, cardinale e arcivescovo cattolico italiano (n. 1905)
- 15 marzo - Deane Montgomery, matematico statunitense (n. 1909)
- 16 marzo - Giovanni Cattozzo, calciatore italiano (n. 1925)
- 16 marzo - Bruno Fischer, scrittore statunitense (n. 1908)
- 16 marzo - Shirley Pitts, truffatrice britannica (n. 1934)
- 17 marzo - Jack Arnold, regista cinematografico statunitense (n. 1916)
- 17 marzo - Harald Halvorsen, allenatore di calcio, calciatore e pattinatore di velocità su ghiaccio norvegese (n. 1898)
- 17 marzo - Monika Mann, scrittrice tedesca (n. 1910)
- 17 marzo - Aat de Roos, hockeista su prato olandese (n. 1919)
- 18 marzo - Sven Backström, architetto e urbanista svedese (n. 1903)
- 18 marzo - Jack Kelsey, calciatore gallese (n. 1929)
- 18 marzo - Mario Landi, regista e attore italiano (n. 1920)
- 18 marzo - Antonio Molina, attore, danzatore e cantante spagnolo (n. 1928)
- 19 marzo - Cesare Danova, attore italiano (n. 1926)
- 19 marzo - Ed Prentiss, attore statunitense (n. 1908)
- 20 marzo - George Whelan Anderson Jr., militare e diplomatico statunitense (n. 1906)
- 20 marzo - Lina Bo Bardi, architetta e designer italiana (n. 1914)
- 20 marzo - Georges Delerue, compositore francese (n. 1925)
- 20 marzo - Bruno Lavagnini, grecista, bizantinista e filologo classico italiano (n. 1898)
- 20 marzo - Nino Stresa, sceneggiatore italiano
- 20 marzo - Armando Testa, pubblicitario, disegnatore e animatore italiano (n. 1917)
- 21 marzo - John Ireland, attore canadese (n. 1914)
- 21 marzo - John Sheehan, chimico statunitense (n. 1915)
- 22 marzo - William Aucamp, pallanuotista sudafricano (n. 1932)
- 22 marzo - Arthur Cronquist, botanico statunitense (n. 1919)
- 22 marzo - Melissa Stribling, attrice britannica (n. 1926)
- 23 marzo - Jože Borštnar, politico e militare sloveno (n. 1915)
- 23 marzo - Friedrich von Hayek, economista e sociologo austriaco (n. 1899)
- 23 marzo - Curt Keller, calciatore francese (n. 1918)
- 23 marzo - Achille Mazza, militare italiano (n. 1940)
- 23 marzo - Paolo Savini, serial killer italiano (n. 1952)
- 25 marzo - Nancy Walker, attrice e regista statunitense (n. 1922)
- 26 marzo - Bruno Cassinari, pittore e scultore italiano (n. 1912)
- 26 marzo - Tranquillo Marangoni, incisore italiano (n. 1912)
- 26 marzo - Rihei Sano, calciatore giapponese (n. 1912)
- 27 marzo - Archimede Cirinnà, pittore e scultore italiano (n. 1908)
- 27 marzo - Anita Colby, modella e attrice statunitense (n. 1914)
- 27 marzo - Franz Lenhart, pittore e disegnatore austriaco (n. 1898)
- 27 marzo - James E. Webb, funzionario statunitense (n. 1906)
- 28 marzo - Spirydion Albański, calciatore e allenatore di calcio polacco (n. 1907)
- 28 marzo - Marcel Josserand, micologo francese (n. 1900)
- 28 marzo - John D. Strong, astrofisico e meteorologo statunitense (n. 1905)
- 28 marzo - Maurice Teynac, attore francese (n. 1915)
- 28 marzo - Willard Tibbetts, mezzofondista statunitense (n. 1903)
- 28 marzo - Egidio Umer, calciatore italiano (n. 1912)
- 29 marzo - Guido Bustelli, politico e militare svizzero (n. 1905)
- 29 marzo - Eberhard Waechter, baritono austriaco (n. 1929)
- 29 marzo - Ercole Foschini, calciatore italiano (n. 1905)
- 29 marzo - William L. Hendricks, militare e produttore cinematografico statunitense (n. 1904)
- 29 marzo - Paul Henreid, attore austriaco (n. 1908)
- 29 marzo - George Musey, vescovo cattolico statunitense (n. 1928)
- 29 marzo - John Spencer, VIII conte Spencer, nobile britannico (n. 1924)
- 30 marzo - Manolis Andronikos, archeologo greco (n. 1919)
- 30 marzo - Gilles Barbedette, scrittore, traduttore e attivista francese (n. 1956)
- 30 marzo - Maurizio Corgnati, regista cinematografico, regista televisivo e critico d'arte italiano (n. 1917)
- 30 marzo - Luigi De Laurentiis, produttore cinematografico italiano (n. 1917)
- 30 marzo - Amédée Fournier, ciclista su strada e pistard francese (n. 1912)
- 30 marzo - Andrea Gusmai, pittore italiano (n. 1902)
- 30 marzo - Gerhard Gustmann, canottiere tedesco (n. 1910)
- 30 marzo - Harold LeVander, politico statunitense (n. 1910)
- 30 marzo - Winnie Shaw, tennista britannica (n. 1947)
- 31 marzo - Aurelio Garobbio, giornalista svizzero (n. 1905)
- 31 marzo - Zenon Różycki, cestista polacco (n. 1913)

## Aprile(105)
- 1º aprile - Luigi Cattaneo, anatomista italiano (n. 1925)
- 1º aprile - Walter Andreas Schwarz, cantante tedesco (n. 1913)
- 1º aprile - Konstantin Sergeev, ballerino e coreografo sovietico (n. 1910)
- 1º aprile - Teddy Smouha, velocista britannico (n. 1909)
- 2 aprile - Nugzar Asatiani, schermidore sovietico (n. 1937)
- 2 aprile - Juan Gómez González, allenatore di calcio e calciatore spagnolo (n. 1954)
- 2 aprile - Hjalmar Karlsson, velista svedese (n. 1906)
- 2 aprile - Brian Shaw, ballerino britannico (n. 1928)
- 2 aprile - Gabriel Tiacoh, velocista ivoriano (n. 1963)
- 2 aprile - Tomisaburō Wakayama, attore giapponese (n. 1929)
- 3 aprile - Giovanni Forti, giornalista italiano (n. 1954)
- 3 aprile - Roger Kindt, ciclista su strada belga (n. 1945)
- 4 aprile - Vincenzo Bertolotto, rugbista a 13 e rugbista a 15 italiano (n. 1912)
- 4 aprile - Cesare Augusto Fasanelli, allenatore di calcio e calciatore italiano (n. 1907)
- 4 aprile - Giuliano Guazzelli, militare italiano (n. 1934)
- 4 aprile - Vintilă Horia, scrittore rumeno (n. 1915)
- 4 aprile - Giuseppe Musinu, generale italiano (n. 1891)
- 4 aprile - Samuel Reshevsky, scacchista polacco (n. 1911)
- 4 aprile - Arthur Russell, violoncellista, cantante e compositore statunitense (n. 1951)
- 4 aprile - Salgueiro Maia, militare portoghese (n. 1944)
- 5 aprile - Vakhtang Chabukiani, ballerino e coreografo georgiano (n. 1910)
- 5 aprile - Suada Dilberović, croata (n. 1968)
- 5 aprile - Takeshi Inoue, calciatore giapponese (n. 1928)
- 5 aprile - Anthony Oldham, militare britannico (n. 1913)
- 5 aprile - Molly Picon, attrice statunitense (n. 1898)
- 6 aprile - Isaac Asimov, scrittore, biochimico e divulgatore scientifico statunitense (n. 1920)
- 6 aprile - Giulio Liberati, calciatore italiano (n. 1913)
- 6 aprile - Sam Walton, imprenditore statunitense (n. 1918)
- 7 aprile - Ace Bailey, hockeista su ghiaccio canadese (n. 1903)
- 7 aprile - Stefano Ceratti, politico italiano (n. 1937)
- 7 aprile - Yang Kyoungjong, militare coreano (n. 1920)
- 7 aprile - Alix Talton, attrice statunitense (n. 1920)
- 8 aprile - Daniel Bovet, biochimico e esperantista svizzero (n. 1907)
- 8 aprile - Roberto Curcio, pentatleta italiano (n. 1912)
- 8 aprile - Henry Kremer, imprenditore britannico (n. 1907)
- 10 aprile - Ezio Cernich, cestista, allenatore di pallacanestro e dirigente sportivo italiano (n. 1934)
- 10 aprile - Guglielmo De Angelis d'Ossat, ingegnere e architetto italiano (n. 1907)
- 10 aprile - Hermann Eppenhoff, allenatore di calcio e calciatore tedesco (n. 1919)
- 10 aprile - Dante Guagnetti, calciatore italiano (n. 1914)
- 10 aprile - János Kajdi, pugile ungherese (n. 1939)
- 10 aprile - Sam Kinison, comico, cabarettista e attore statunitense (n. 1953)
- 10 aprile - Cec Linder, attore canadese (n. 1921)
- 10 aprile - Peter Dennis Mitchell, biochimico britannico (n. 1920)
- 11 aprile - James Brown, attore statunitense (n. 1920)
- 11 aprile - Heinrich Lausberg, filologo tedesco (n. 1912)
- 11 aprile - Gérard Tichy, attore tedesco (n. 1920)
- 12 aprile - Ilario Bandini, pilota automobilistico e imprenditore italiano (n. 1911)
- 12 aprile - Pietro Bugiani, pittore italiano (n. 1905)
- 12 aprile - Bruno Caizzi, storico e economista italiano (n. 1909)
- 12 aprile - Ademar José Ribeiro, calciatore brasiliano (n. 1940)
- 12 aprile - Marjorie Gestring, tuffatrice statunitense (n. 1922)
- 12 aprile - Ettore Gracis, direttore d'orchestra e compositore italiano (n. 1915)
- 12 aprile - Guerino Grimaldi, arcivescovo cattolico italiano (n. 1916)
- 12 aprile - Deane Keller, pittore e militare statunitense (n. 1901)
- 12 aprile - Alfonso Vinci, alpinista, partigiano e esploratore italiano (n. 1915)
- 13 aprile - Mino Doro, attore italiano (n. 1903)
- 14 aprile - Bertram Dean, britannico (n. 1910)
- 14 aprile - David Miller, regista statunitense (n. 1909)
- 14 aprile - Art'owr Mkrtčyan, politico karabakho (n. 1959)
- 14 aprile - Sammy Price, pianista statunitense (n. 1908)
- 14 aprile - Otello Terzani, politico e rivoluzionario italiano (n. 1899)
- 14 aprile - Valerio Tonini, ingegnere e scrittore italiano (n. 1901)
- 15 aprile - Aleksandr Sevidov, allenatore di calcio e calciatore sovietico (n. 1921)
- 16 aprile - Neville Brand, attore statunitense (n. 1920)
- 16 aprile - Sisto Scilligo, sciatore di pattuglia militare e fondista italiano (n. 1911)
- 16 aprile - Donato Turrini, politico e giornalista italiano (n. 1909)
- 17 aprile - John DeVries, paroliere e illustratore statunitense (n. 1915)
- 18 aprile - Giovanni Ferro, arcivescovo cattolico italiano (n. 1901)
- 19 aprile - Frankie Howerd, attore inglese (n. 1917)
- 20 aprile - Marcel Albers, pilota automobilistico olandese (n. 1967)
- 20 aprile - Benny Hill, comico, attore e cantante britannico (n. 1924)
- 20 aprile - Frida Misul, superstite dell'Olocausto italiana (n. 1919)
- 20 aprile - Johnny Shines, chitarrista e cantante statunitense (n. 1915)
- 20 aprile - Gian Carlo Wick, fisico italiano (n. 1909)
- 21 aprile - Gerald Feinberg, fisico statunitense (n. 1933)
- 21 aprile - Bruno Ispiro, calciatore italiano (n. 1920)
- 21 aprile - Väinö Linna, scrittore finlandese (n. 1920)
- 21 aprile - Massimo Mida, critico cinematografico, regista e sceneggiatore italiano (n. 1917)
- 21 aprile - Herb Olafsson, cestista canadese (n. 1933)
- 21 aprile - Vladimir Kirillovič Romanov, russo (n. 1917)
- 22 aprile - Attilio Alfieri, pittore italiano (n. 1904)
- 22 aprile - Steffi Duna, attrice ungherese (n. 1910)
- 23 aprile - Tanka Prasad Acharya, politico nepalese (n. 1912)
- 23 aprile - Ronnie Bucknum, pilota di Formula 1 statunitense (n. 1936)
- 23 aprile - Giuseppe Carmignato, allenatore di calcio e calciatore italiano (n. 1906)
- 23 aprile - Satyajit Ray, regista, sceneggiatore e compositore indiano (n. 1921)
- 23 aprile - Will J. White, attore statunitense (n. 1925)
- 24 aprile - Valdemārs Baumanis, cestista, allenatore di pallacanestro e arbitro di pallacanestro lettone (n. 1905)
- 25 aprile - Ernesto Balducci, presbitero, editore e scrittore italiano (n. 1922)
- 25 aprile - George Mantello, imprenditore ungherese (n. 1901)
- 25 aprile - Yutaka Ozaki, musicista giapponese (n. 1965)
- 26 aprile - Jack Dunphy, scrittore statunitense (n. 1914)
- 26 aprile - Humberto Selvetti, sollevatore argentino (n. 1932)
- 26 aprile - Alberta Vaughn, attrice statunitense (n. 1904)
- 27 aprile - Giovanna Galletti, attrice italiana (n. 1916)
- 27 aprile - Olivier Messiaen, compositore, pianista e organista francese (n. 1908)
- 27 aprile - Gerard K. O'Neill, fisico statunitense (n. 1927)
- 27 aprile - Jean Swidzinski, cestista francese (n. 1925)
- 28 aprile - Francis Bacon, pittore irlandese (n. 1909)
- 28 aprile - Brian Pockar, pattinatore artistico su ghiaccio canadese (n. 1959)
- 28 aprile - László Szabados, nuotatore ungherese (n. 1911)
- 28 aprile - Andrea Viglione, generale italiano (n. 1914)
- 28 aprile - Hasan al-Senussi, libico (n. 1928)
- 29 aprile - Mae Clarke, attrice statunitense (n. 1910)
- 30 aprile - Toivo Kärki, compositore e musicista finlandese (n. 1915)

## Maggio(114)
- 1º maggio - Paolo Checchi, cestista italiano (n. 1927)
- 1º maggio - Hella Hammid, fotografa statunitense (n. 1921)
- 1º maggio - Sharon Redd, cantante statunitense (n. 1945)
- 2 maggio - Stefano D'Arrigo, scrittore, poeta e critico d'arte italiano (n. 1919)
- 2 maggio - Mario Marcucci, pittore italiano (n. 1910)
- 2 maggio - Amedeo Potito, presbitero e storico italiano (n. 1909)
- 2 maggio - Margarete Wallmann, danzatrice, coreografa e regista teatrale austriaca (n. 1904)
- 3 maggio - Vilma Degischer, attrice austriaca (n. 1911)
- 3 maggio - George Murphy, attore e ballerino statunitense (n. 1902)
- 3 maggio - Kevin O'Donovan, cestista irlandese (n. 1921)
- 4 maggio - Harry Bisbey, pallanuotista statunitense (n. 1931)
- 4 maggio - Auguste Hellemans, calciatore e allenatore di calcio belga (n. 1907)
- 4 maggio - Thomas O. Paine, ingegnere statunitense (n. 1921)
- 5 maggio - Beppino Disertori, psichiatra, filosofo e politico italiano (n. 1907)
- 5 maggio - Ramón Mutis, calciatore argentino (n. 1899)
- 5 maggio - Jean-Claude Pascal, cantante, attore e stilista francese (n. 1927)
- 6 maggio - Marlene Dietrich, attrice e cantante tedesca (n. 1901)
- 6 maggio - Walter Fontana, politico e mecenate italiano (n. 1919)
- 6 maggio - Gaston Reiff, mezzofondista belga (n. 1921)
- 7 maggio - Kiril Stankov, calciatore bulgaro (n. 1949)
- 8 maggio - Albert Aqarunov, militare azero (n. 1969)
- 8 maggio - Addeke Hendrik Boerma, economista olandese (n. 1912)
- 8 maggio - Sergej Vladimirovič Obrazcov, burattinaio russo (n. 1901)
- 8 maggio - Arnoldo Onisto, vescovo cattolico italiano (n. 1912)
- 9 maggio - Hernán Bolaños, allenatore di calcio e calciatore costaricano (n. 1912)
- 9 maggio - Joseph Nguyễn Phụng Hiểu, vescovo cattolico vietnamita (n. 1921)
- 9 maggio - Walter Spedicato, politico italiano (n. 1947)
- 10 maggio - Douglas Gairdner, pediatra scozzese (n. 1910)
- 10 maggio - John Lund, attore statunitense (n. 1913)
- 10 maggio - Werner Nilsen, calciatore e allenatore di calcio norvegese (n. 1904)
- 10 maggio - Dan Sturkie, attore e doppiatore statunitense (n. 1924)
- 11 maggio - Tsuneyoshi Takeda, principe, militare e dirigente sportivo giapponese (n. 1909)
- 11 maggio - Alberto Zampieri, pittore italiano (n. 1903)
- 12 maggio - Nikos Gatsos, poeta, traduttore e paroliere greco (n. 1911)
- 12 maggio - Jacqueline Maillan, attrice francese (n. 1923)
- 12 maggio - Bob Mizer, fotografo e regista statunitense (n. 1922)
- 12 maggio - Lenny Montana, wrestler, attore e mafioso statunitense (n. 1926)
- 12 maggio - Robert Reed, attore statunitense (n. 1932)
- 12 maggio - Paul Sokody, cestista statunitense (n. 1914)
- 13 maggio - Patrick Angus, pittore statunitense (n. 1953)
- 13 maggio - Gisela Elsner, scrittrice tedesca (n. 1937)
- 13 maggio - Launcelot John Goody, arcivescovo cattolico britannico (n. 1908)
- 13 maggio - Valentino Pellarini, cestista italiano (n. 1919)
- 13 maggio - Luciano Zani, militare italiano (n. 1907)
- 13 maggio - Bart Zoet, ciclista su strada olandese (n. 1942)
- 14 maggio - Lyle Alzado, giocatore di football americano e attore statunitense (n. 1949)
- 14 maggio - Helge Helgesen, calciatore norvegese (n. 1912)
- 14 maggio - Nie Rongzhen, generale e politico cinese (n. 1899)
- 14 maggio - Dante Pergreffi, bassista italiano (n. 1961)
- 15 maggio - Ladislav Demšar, cestista e allenatore di pallacanestro jugoslavo (n. 1929)
- 15 maggio - Gino Rossetti, calciatore e allenatore di calcio italiano (n. 1904)
- 16 maggio - Maria Cibrario Cinquini, matematica italiana (n. 1906)
- 16 maggio - Marisa Mell, attrice austriaca (n. 1939)
- 16 maggio - Chalino Sánchez, cantautore messicano (n. 1960)
- 17 maggio - Želimir Vidović, calciatore jugoslavo (n. 1953)
- 17 maggio - Lawrence Welk, musicista, direttore d'orchestra e showman statunitense (n. 1903)
- 18 maggio - Giuliani G. De Negri, produttore cinematografico e sceneggiatore italiano (n. 1924)
- 18 maggio - Gina Fasoli, storica italiana (n. 1905)
- 18 maggio - Janusz Kruk, cantante, musicista e compositore polacco (n. 1946)
- 18 maggio - Mario Nervi, calciatore italiano (n. 1913)
- 18 maggio - Marshall Thompson, attore statunitense (n. 1925)
- 19 maggio - Bruno Pradal, attore francese (n. 1949)
- 20 maggio - Giorgio Agosti, magistrato, partigiano e antifascista italiano (n. 1910)
- 20 maggio - Giovanni Colombo, cardinale e arcivescovo cattolico italiano (n. 1902)
- 20 maggio - Dante Virgili, scrittore italiano (n. 1928)
- 21 maggio - Dario Gay, calciatore e allenatore di calcio italiano (n. 1907)
- 22 maggio - Tony Accardo, mafioso statunitense (n. 1906)
- 22 maggio - Giovanni Enrico Boccella, arcivescovo cattolico italiano (n. 1912)
- 22 maggio - Renato Cigarini, avvocato, partigiano e antifascista italiano (n. 1901)
- 22 maggio - Elizabeth David, scrittrice britannica (n. 1913)
- 22 maggio - Emil Folta, calciatore cecoslovacco (n. 1924)
- 22 maggio - Zellig Harris, linguista statunitense (n. 1909)
- 22 maggio - Francesco Sansone, scultore italiano (n. 1903)
- 23 maggio - Gennaro Bonsanto, calciatore italiano (n. 1912)
- 23 maggio - Rocco Dicillo, poliziotto italiano (n. 1962)
- 23 maggio - Giovanni Falcone, magistrato italiano (n. 1939)
- 23 maggio - Antonio Montinaro, poliziotto italiano (n. 1962)
- 23 maggio - Francesca Morvillo, magistrata italiana (n. 1945)
- 23 maggio - Santiago Núñez Sánchez, calciatore e allenatore di calcio spagnolo (n. 1909)
- 23 maggio - Alfonso Quiñónez, cestista ecuadoriano
- 23 maggio - John Gates, giornalista e attivista statunitense (n. 1913)
- 23 maggio - Vito Schifani, poliziotto italiano (n. 1965)
- 23 maggio - Atahualpa Yupanqui, cantautore, chitarrista e scrittore argentino (n. 1908)
- 24 maggio - Francis Thomas Bacon, ingegnere britannico (n. 1904)
- 24 maggio - Paul Moukila, calciatore della Repubblica del Congo (n. 1950)
- 24 maggio - Luiz Eça, pianista brasiliano (n. 1936)
- 25 maggio - Danny Biasone, imprenditore italiano (n. 1909)
- 25 maggio - Tulio Demicheli, regista cinematografico e sceneggiatore argentino (n. 1914)
- 25 maggio - Viktor Vasil'evič Grišin, politico e sindacalista sovietico (n. 1914)
- 25 maggio - Philip Habib, diplomatico statunitense (n. 1920)
- 25 maggio - Gitta Mallasz, designer e artista ungherese (n. 1907)
- 25 maggio - Johan Polak, editore, saggista e traduttore olandese (n. 1928)
- 25 maggio - Ľudovít Rado, calciatore cecoslovacco (n. 1914)
- 26 maggio - George Morrow, contrabbassista statunitense (n. 1925)
- 26 maggio - Domenico Sartor, politico italiano (n. 1913)
- 27 maggio - Machiko Hasegawa, fumettista giapponese (n. 1920)
- 27 maggio - Steve Klaus, allenatore di pugilato statunitense (n. 1904)
- 27 maggio - Franz Rupp, pianista tedesco (n. 1901)
- 27 maggio - Jone Salinas, attrice italiana (n. 1918)
- 27 maggio - Michael Talbot, scrittore statunitense (n. 1953)
- 28 maggio - Bai Hong, attrice e cantante cinese (n. 1920)
- 29 maggio - Ollie Halsall, chitarrista inglese (n. 1949)
- 29 maggio - Theodore Roscoe, scrittore e biografo statunitense (n. 1906)
- 29 maggio - Nils-Åke Sandell, calciatore svedese (n. 1927)
- 29 maggio - Ken Suesens, cestista e allenatore di pallacanestro statunitense (n. 1916)
- 30 maggio - Karl Carstens, politico tedesco (n. 1914)
- 30 maggio - Elly Joenara, attrice e produttrice cinematografica indonesiana (n. 1923)
- 30 maggio - James Ernest Lamy, bobbista statunitense (n. 1928)
- 30 maggio - Bruno Maini, calciatore e allenatore di calcio italiano (n. 1908)
- 30 maggio - Antoni Zygmund, matematico polacco (n. 1900)
- 31 maggio - Roberto Gaja, diplomatico italiano (n. 1912)
- 31 maggio - Giuseppe Orlando, economista e politico italiano (n. 1918)
- 31 maggio - Renato Treves, filosofo e sociologo italiano (n. 1907)
- 31 maggio - José Pedro Galvão de Sousa, filosofo e giurista brasiliano (n. 1912)

## Giugno(93)
- 1º giugno - George Jablonski, cestista e allenatore di pallacanestro statunitense (n. 1919)
- 1º giugno - Anatolij Porchunov, calciatore sovietico (n. 1928)
- 2 giugno - Philip Dunne, regista e sceneggiatore statunitense (n. 1908)
- 2 giugno - Endre Győrfi, pallanuotista ungherese (n. 1920)
- 2 giugno - Sergio Paganella, cestista, allenatore di pallacanestro e imprenditore italiano (n. 1911)
- 3 giugno - Ettore Campogalliani, compositore e pianista italiano (n. 1903)
- 3 giugno - Wilfried Dietrich, lottatore tedesco (n. 1933)
- 3 giugno - William Gaines, editore statunitense (n. 1922)
- 3 giugno - Johannes B. Lotz, filosofo e teologo tedesco (n. 1903)
- 3 giugno - Robert Morley, attore britannico (n. 1908)
- 3 giugno - Franco Rossellini, regista, attore e produttore cinematografico italiano (n. 1935)
- 4 giugno - Antonio Ausenda, ciclista su strada italiano (n. 1926)
- 4 giugno - Margherita Bontade, politica italiana (n. 1900)
- 5 giugno - Harald Finstad, calciatore norvegese (n. 1898)
- 5 giugno - Max Lerner, giornalista e educatore statunitense (n. 1902)
- 5 giugno - Laurence Naismith, attore britannico (n. 1908)
- 6 giugno - Alessandro Costa, politico italiano (n. 1929)
- 6 giugno - Martin Goodman, editore statunitense (n. 1908)
- 6 giugno - Giulio Guidoni, politico italiano (n. 1894)
- 6 giugno - Werner Kreindl, attore austriaco (n. 1927)
- 6 giugno - Larry Riley, attore statunitense (n. 1953)
- 6 giugno - Manfred Stengl, slittinista, bobbista e motociclista austriaco (n. 1946)
- 7 giugno - Bassano, cantante italiano (n. 1946)
- 7 giugno - Bill France Sr., pilota automobilistico e dirigente sportivo statunitense (n. 1909)
- 7 giugno - Bob Sweeney, attore e regista statunitense (n. 1918)
- 8 giugno - Farag Foda, attivista, scrittore e giornalista egiziano (n. 1946)
- 9 giugno - Edgard Beiner, calciatore svizzero (n. 1909)
- 10 giugno - Al Brightman, cestista e allenatore di pallacanestro statunitense (n. 1923)
- 10 giugno - Morris Kline, matematico statunitense (n. 1908)
- 10 giugno - Glyn Smallwood Jones, diplomatico e politico britannico (n. 1908)
- 11 giugno - Serge Daney, critico cinematografico francese (n. 1944)
- 11 giugno - Josefa Goldar, attrice spagnola (n. 1905)
- 11 giugno - John Marsden Beaumont Jones, islamista e storico britannico (n. 1920)
- 11 giugno - Marjorie Newell Robb, statunitense (n. 1889)
- 11 giugno - Rafael Orozco Maestre, cantautore colombiano (n. 1954)
- 11 giugno - Luciano Vezzani, calciatore italiano (n. 1905)
- 12 giugno - Renié, costumista statunitense (n. 1901)
- 13 giugno - Mario Argenton, militare e partigiano italiano (n. 1907)
- 13 giugno - Pumpuang Duangjan, cantante e attrice thailandese (n. 1961)
- 13 giugno - Nevvare Hanim, ottomana (n. 1901)
- 14 giugno - Luigi Bulferetti, storico italiano (n. 1915)
- 14 giugno - Carlos d'Alessio, compositore argentino (n. 1935)
- 14 giugno - Ugo Damiani, funzionario e politico italiano (n. 1899)
- 15 giugno - Jean Aerts, ciclista su strada e pistard belga (n. 1907)
- 15 giugno - Lev Nikolaevič Gumilëv, storico, etnologo e antropologo sovietico (n. 1912)
- 15 giugno - Leo Halle, calciatore olandese (n. 1906)
- 15 giugno - Kinji Imanishi, antropologo giapponese (n. 1902)
- 15 giugno - Çingiz Mustafayev, giornalista azero (n. 1960)
- 15 giugno - Roque Olsen, calciatore e allenatore di calcio argentino (n. 1925)
- 15 giugno - Jörg Schuldhess, pittore, disegnatore e scrittore svizzero (n. 1941)
- 15 giugno - Brett Whiteley, pittore, scultore e disegnatore australiano (n. 1939)
- 16 giugno - Pietro Miglio, calciatore italiano (n. 1910)
- 18 giugno - Peter Allen, cantautore e pianista australiano (n. 1944)
- 18 giugno - Mordecai Ardon, artista israeliano (n. 1896)
- 18 giugno - Gyula Polgár, allenatore di calcio e calciatore ungherese (n. 1912)
- 19 giugno - Rado Bordon, partigiano, poeta e traduttore jugoslavo (n. 1915)
- 19 giugno - Margherita Guidacci, poetessa e traduttrice italiana (n. 1921)
- 19 giugno - Kitty McKane, tennista britannica (n. 1896)
- 19 giugno - Stephan Waser, bobbista svizzero (n. 1920)
- 20 giugno - Charles Groves, direttore d'orchestra inglese (n. 1915)
- 20 giugno - Acton Bjørn, designer danese (n. 1910)
- 21 giugno - Harry Eagle, patologo statunitense (n. 1905)
- 21 giugno - Joan Fuster, scrittore spagnolo (n. 1922)
- 21 giugno - Li Xiannian, politico cinese (n. 1909)
- 22 giugno - M. F. K. Fisher, scrittrice statunitense (n. 1908)
- 22 giugno - Reg Harris, pistard britannico (n. 1920)
- 22 giugno - Franco Leccese, velocista italiano (n. 1925)
- 22 giugno - Chuck Mitchell, attore statunitense (n. 1927)
- 22 giugno - István Szívós, pallanuotista e allenatore di pallanuoto ungherese (n. 1920)
- 23 giugno - Viktar Janušėŭski, calciatore sovietico (n. 1960)
- 23 giugno - Nevzad Hanim, ottomana (n. 1901)
- 24 giugno - Victor Lemberechts, calciatore belga (n. 1924)
- 24 giugno - Rudolf Svedberg, lottatore svedese (n. 1910)
- 25 giugno - Jerome Brown, giocatore di football americano statunitense (n. 1965)
- 25 giugno - Larry Cahan, hockeista su ghiaccio canadese (n. 1933)
- 25 giugno - James Stirling, architetto britannico (n. 1924)
- 26 giugno - Buddy Rogers, wrestler statunitense (n. 1921)
- 27 giugno - Allan Jones, attore e tenore statunitense (n. 1907)
- 27 giugno - Georg Årlin, attore svedese (n. 1916)
- 28 giugno - Silvio Guarnieri, critico letterario e saggista italiano (n. 1910)
- 28 giugno - Peter Hirt, pilota di Formula 1 svizzero (n. 1910)
- 28 giugno - Joan Marshall, attrice statunitense (n. 1931)
- 28 giugno - John Piper, artista britannico (n. 1903)
- 28 giugno - Michail Tal', scacchista sovietico (n. 1936)
- 29 giugno - Mohamed Boudiaf, politico algerino (n. 1919)
- 29 giugno - Euro Bulfoni, attore teatrale italiano (n. 1937)
- 29 giugno - Richard Damon Lines, astronomo statunitense (n. 1916)
- 29 giugno - François Ludo, calciatore francese (n. 1930)
- 29 giugno - Piero Maccaferri, pittore italiano (n. 1916)
- 29 giugno - Riccardo Marchi, scrittore e giornalista italiano (n. 1897)
- 29 giugno - Mario Rossi, direttore d'orchestra italiano (n. 1902)
- 30 giugno - Luciana Frezza, poetessa e traduttrice italiana (n. 1926)
- 30 giugno - Jan van Heteren, pallanuotista olandese (n. 1916)

## Luglio(120)
- 1º luglio - Franco Cristaldi, sceneggiatore e produttore cinematografico italiano (n. 1924)
- 1º luglio - Uncle Elmer, wrestler statunitense (n. 1937)
- 2 luglio - Charles F. Brannan, politico statunitense (n. 1903)
- 2 luglio - Camarón de la Isla, cantante spagnolo (n. 1950)
- 2 luglio - Renée Conan, politica francese (n. 1938)
- 2 luglio - Giuseppe Martelli, calciatore italiano (n. 1901)
- 2 luglio - Borislav Pekić, scrittore, drammaturgo e sceneggiatore serbo (n. 1930)
- 3 luglio - Ljudmila Celikovskaja, attrice sovietica (n. 1919)
- 3 luglio - Maurice Le Lannou, geografo francese (n. 1906)
- 3 luglio - Luigi Marchisio, ciclista su strada italiano (n. 1909)
- 3 luglio - Enzo Matteucci, calciatore e allenatore di calcio italiano (n. 1933)
- 4 luglio - Slavko Luštica, calciatore e allenatore di calcio jugoslavo (n. 1923)
- 4 luglio - Francis Perrin, fisico francese (n. 1901)
- 4 luglio - Astor Piazzolla, musicista, compositore e arrangiatore argentino (n. 1921)
- 4 luglio - Sterling Saint Jacques, cantante, attore e modello statunitense (n. 1957)
- 5 luglio - Georgia Brown, attrice e cantante britannica (n. 1933)
- 5 luglio - Andrés Zólyomy, allenatore di pallanuoto ungherese (n. 1913)
- 6 luglio - Amadeus August, attore tedesco (n. 1942)
- 6 luglio - Gino Gorla, giurista italiano (n. 1906)
- 6 luglio - Bryan Guinness, II barone Moyne, nobile, avvocato e poeta britannico (n. 1905)
- 6 luglio - Marsha P. Johnson, attivista statunitense (n. 1945)
- 6 luglio - Vsevolod Safonov, attore sovietico (n. 1926)
- 7 luglio - Joseph Barthel, mezzofondista e politico lussemburghese (n. 1927)
- 7 luglio - Giovanni Carnicella, politico italiano (n. 1949)
- 7 luglio - Clint Frank, giocatore di football americano statunitense (n. 1915)
- 7 luglio - Dante Graziosi, politico, scrittore e partigiano italiano (n. 1915)
- 7 luglio - Seweryna Szmaglewska, scrittrice polacca (n. 1916)
- 7 luglio - Piero Treves, storico, critico letterario e giornalista italiano (n. 1911)
- 8 luglio - Giacomo Conti, bobbista italiano (n. 1918)
- 8 luglio - Vernon Smith, cestista statunitense (n. 1959)
- 8 luglio - Zoltán Soós-Ruszka Hradetzky, tiratore a segno ungherese (n. 1902)
- 9 luglio - Kelvin Coe, danzatore australiano (n. 1946)
- 9 luglio - Raimundo Fernández-Cuesta, politico e diplomatico spagnolo (n. 1896)
- 9 luglio - Maria Signorelli, scenografa e costumista italiana (n. 1908)
- 10 luglio - Ioan Bogdan, calciatore e allenatore di calcio rumeno (n. 1915)
- 10 luglio - Małgorzata Kozera, cestista polacca (n. 1961)
- 10 luglio - Antonio Trinetti, fantino italiano (n. 1936)
- 11 luglio - Munroe Bourne, nuotatore canadese (n. 1910)
- 11 luglio - Deng Yingchao, politica cinese (n. 1904)
- 11 luglio - Constantin Pârvulescu, politico rumeno (n. 1895)
- 11 luglio - Sergio Quoiani, calciatore italiano (n. 1927)
- 12 luglio - Ted Fenton, calciatore e allenatore di calcio inglese (n. 1914)
- 12 luglio - Hamid Reza Pahlavi, principe iraniano (n. 1932)
- 12 luglio - Paolo Prestigiacomo, scrittore e poeta italiano (n. 1947)
- 12 luglio - Mariechen Wehselau, nuotatrice statunitense (n. 1906)
- 12 luglio - Tina Xeo, attrice italiana (n. 1902)
- 13 luglio - Giovanni Battista Breda, schermidore italiano (n. 1931)
- 13 luglio - Heinrich Eberbach, generale tedesco (n. 1895)
- 13 luglio - Antonio Marceglia, militare italiano (n. 1915)
- 13 luglio - Georgij Viktorovič Skrockij, fisico russo (n. 1915)
- 13 luglio - Alex Wojciechowicz, giocatore di football americano statunitense (n. 1915)
- 14 luglio - Luciano De Vita, pittore, incisore e scenografo italiano (n. 1929)
- 14 luglio - Thomas Hicks, bobbista statunitense (n. 1918)
- 14 luglio - Shōgō Kuniba, artista marziale giapponese (n. 1935)
- 15 luglio - Hammer DeRoburt, politico nauruano (n. 1922)
- 16 luglio - Buck Buchanan, giocatore di football americano statunitense (n. 1940)
- 16 luglio - Enrico Garzelli, canottiere italiano (n. 1909)
- 16 luglio - Gianni Magni, attore, cantante e cabarettista italiano (n. 1941)
- 16 luglio - Tat'jana Ivanovna Pel'tcer, attrice russa (n. 1904)
- 16 luglio - Francesca Serio, attivista italiana (n. 1903)
- 17 luglio - Kanan Devi, attrice indiana (n. 1916)
- 17 luglio - Larry Roberts, doppiatore statunitense (n. 1926)
- 17 luglio - Fëdor Ivanovič Samochin, scrittore, giornalista e traduttore russo (n. 1918)
- 18 luglio - Pierce Brodkorb, ornitologo e paleontologo statunitense (n. 1908)
- 18 luglio - Ben Kniest, pallanuotista olandese (n. 1927)
- 18 luglio - Giuseppe Paupini, cardinale e arcivescovo cattolico italiano (n. 1907)
- 19 luglio - Paolo Borsellino, magistrato italiano (n. 1940)
- 19 luglio - Agostino Catalano, poliziotto italiano (n. 1949)
- 19 luglio - Walter Eddie Cosina, poliziotto italiano (n. 1961)
- 19 luglio - Marcello Durante, linguista e glottologo italiano (n. 1923)
- 19 luglio - Vincenzo Li Muli, poliziotto italiano (n. 1970)
- 19 luglio - Emanuela Loi, poliziotta italiana (n. 1967)
- 19 luglio - Allen Newell, psicologo, informatico e matematico statunitense (n. 1927)
- 19 luglio - Jacques Pras, ciclista su strada francese (n. 1924)
- 19 luglio - Claudio Traina, poliziotto italiano (n. 1965)
- 20 luglio - John Bratby, pittore e scrittore britannico (n. 1928)
- 20 luglio - Nikita Tjagunov, regista sovietico (n. 1953)
- 21 luglio - Mario Boyé, calciatore e attore argentino (n. 1922)
- 21 luglio - José Manuel Urtain, pugile spagnolo (n. 1943)
- 21 luglio - Ernst Schäfer, ornitologo e zoologo tedesco (n. 1910)
- 21 luglio - Helmut Seibt, pattinatore artistico su ghiaccio austriaco (n. 1929)
- 21 luglio - Hovhannes Zardaryan, artista armeno (n. 1918)
- 22 luglio - Luigi Salerno, storico dell'arte italiano (n. 1924)
- 22 luglio - David Wojnarowicz, artista, fotografo e scrittore statunitense (n. 1954)
- 22 luglio - Henry de Rancourt de Mimérand, generale e aviatore francese (n. 1910)
- 23 luglio - Arletty, attrice francese (n. 1898)
- 23 luglio - Sulayman Farangiyye, politico libanese (n. 1910)
- 23 luglio - Dmitrij Ivanovič Maevskij, pittore russo (n. 1917)
- 23 luglio - Rosemary Sutcliff, scrittrice britannica (n. 1920)
- 24 luglio - Gavriil Abramovič Ilizarov, medico sovietico (n. 1921)
- 24 luglio - Pietro Magni, calciatore e allenatore di calcio italiano (n. 1919)
- 25 luglio - Alfred Drake, attore e cantante statunitense (n. 1914)
- 25 luglio - Luc Estang, scrittore francese (n. 1911)
- 25 luglio - Ottorino Quaglierini, canottiere italiano (n. 1915)
- 25 luglio - Alexis Rassine, ballerino lituano (n. 1919)
- 25 luglio - Vittorio Sanipoli, attore e doppiatore italiano (n. 1915)
- 25 luglio - Gary Windo, sassofonista, clarinettista e compositore britannico (n. 1941)
- 26 luglio - Rita Atria, italiana (n. 1974)
- 26 luglio - Ricardo Pérez Godoy, generale e politico peruviano (n. 1905)
- 26 luglio - Mary Wells, cantante statunitense (n. 1943)
- 27 luglio - Livio Jannattoni, scrittore e giornalista italiano (n. 1916)
- 27 luglio - Amjad Khan, attore e regista indiano (n. 1940)
- 27 luglio - Giovanni Lizzio, poliziotto italiano (n. 1947)
- 27 luglio - Anthony Salerno, mafioso statunitense (n. 1911)
- 27 luglio - Ferdinand Wenauer, calciatore tedesco (n. 1939)
- 28 luglio - Isabella Di Resta, architetto italiano (n. 1941)
- 28 luglio - Paolo Strano, funzionario e prefetto italiano (n. 1907)
- 29 luglio - Jeanne-Irène Biya, first lady camerunese (n. 1935)
- 29 luglio - Marcel Janssens, ciclista su strada belga (n. 1931)
- 29 luglio - Michel Larocque, hockeista su ghiaccio e dirigente sportivo canadese (n. 1952)
- 29 luglio - Aristodemo Maniera, politico e partigiano italiano (n. 1903)
- 29 luglio - Ed Ocampo, cestista e allenatore di pallacanestro filippino (n. 1938)
- 29 luglio - Dominik Smole, scrittore e drammaturgo jugoslavo (n. 1929)
- 30 luglio - Giuseppe Brignole, militare e ufficiale italiano (n. 1906)
- 30 luglio - Bo Lindman, pentatleta e schermidore svedese (n. 1899)
- 30 luglio - Brenda Marshall, attrice statunitense (n. 1915)
- 30 luglio - Joe Shuster, fumettista canadese (n. 1914)
- 31 luglio - Alessandro Ambrosini, magistrato italiano (n. 1891)
- 31 luglio - Paul Arnold, storico, giudice e scrittore francese (n. 1909)
- 31 luglio - Ralph Strait, attore statunitense (n. 1936)

## Agosto(111)
- 1º agosto - Margarita Aliger, poetessa russa (n. 1915)
- 1º agosto - Guerrino Cattaneo, calciatore italiano (n. 1908)
- 1º agosto - Michelangelo Perghem Gelmi, ingegnere e pittore italiano (n. 1911)
- 2 agosto - Michel Berger, cantautore e produttore discografico francese (n. 1947)
- 2 agosto - Tomás Vaquero, vescovo cattolico brasiliano (n. 1914)
- 3 agosto - Don Lang, trombonista e cantante britannico (n. 1925)
- 3 agosto - Eddie Riska, cestista e allenatore di pallacanestro statunitense (n. 1919)
- 3 agosto - Wang Hongwen, politico cinese (n. 1935)
- 4 agosto - Cesarina Gualino, ballerina, pittrice e collezionista d'arte italiana (n. 1890)
- 4 agosto - Seichō Matsumoto, scrittore giapponese (n. 1909)
- 4 agosto - František Tomášek, cardinale e arcivescovo cattolico ceco (n. 1899)
- 5 agosto - Jeff Porcaro, batterista statunitense (n. 1954)
- 5 agosto - Erminio Rosso, calciatore italiano (n. 1917)
- 6 agosto - Ettore Benassi, politico e sindacalista italiano (n. 1925)
- 6 agosto - Antonio Borme, insegnante italiano (n. 1921)
- 6 agosto - Kay Sabban, attore tedesco (n. 1952)
- 6 agosto - Massimo Salvadori Paleotti, storico e antifascista italiano (n. 1908)
- 7 agosto - John Anderson, attore statunitense (n. 1922)
- 7 agosto - Leszek Błażyński, pugile polacco (n. 1949)
- 7 agosto - Fereydoun Farrokhzad, poeta, attore e showman iraniano (n. 1938)
- 7 agosto - Eberhard Fechner, attore, regista e sceneggiatore tedesco (n. 1926)
- 7 agosto - Sándor Szabó, schermidore ungherese (n. 1941)
- 8 agosto - Ivan Anikeev, cosmonauta sovietico (n. 1933)
- 8 agosto - Lou Krugman, attore statunitense (n. 1914)
- 8 agosto - Egisto Macchi, compositore e percussionista italiano (n. 1928)
- 8 agosto - Bertalan Papp, schermidore ungherese (n. 1913)
- 8 agosto - Nguyễn Thị Định, generale e politica vietnamita (n. 1920)
- 10 agosto - Virgilio Carmignani, pittore italiano (n. 1909)
- 10 agosto - Aribert Heim, medico austriaco (n. 1914)
- 10 agosto - Paride Romagnoli, lottatore italiano (n. 1909)
- 11 agosto - Oreste Marini, pittore e critico d'arte italiano (n. 1909)
- 11 agosto - Mario Nigro, pittore italiano (n. 1917)
- 11 agosto - Giovanni Torrisi, ammiraglio italiano (n. 1917)
- 12 agosto - Giuseppe Balbo, politico italiano (n. 1899)
- 12 agosto - Paolo Caccia Dominioni, militare, partigiano e ingegnere italiano (n. 1896)
- 12 agosto - Heinrich Ewers, teologo e giurista tedesco (n. 1906)
- 12 agosto - Egidio Micheloni, calciatore italiano (n. 1913)
- 13 agosto - Yvon Briant, politico francese (n. 1954)
- 13 agosto - John Cage, compositore e teorico musicale statunitense (n. 1912)
- 13 agosto - Eduardo Calvo, attore e doppiatore spagnolo (n. 1918)
- 13 agosto - Germano Serafin, chitarrista e violinista italiano (n. 1956)
- 14 agosto - Otello Boccaccini, cantante italiano (n. 1910)
- 14 agosto - Sándor Csányi, cestista ungherese (n. 1916)
- 14 agosto - Russinho, calciatore brasiliano (n. 1902)
- 14 agosto - Tony Williams, cantante statunitense (n. 1928)
- 14 agosto - Shōmatsu Yokoyama, medico giapponese (n. 1913)
- 15 agosto - Giorgio Dal Monte, calciatore italiano (n. 1931)
- 15 agosto - Linda Laubenstein, medico e oncologo statunitense (n. 1947)
- 15 agosto - Giorgio Perlasca, italiano (n. 1910)
- 16 agosto - Malcolm Atterbury, attore statunitense (n. 1907)
- 16 agosto - Jean Fidon, calciatore francese (n. 1906)
- 17 agosto - Mary Fitzalan-Howard, nobildonna inglese (n. 1905)
- 17 agosto - Paolo Gozlino, ballerino, coreografo e attore italiano (n. 1926)
- 17 agosto - John Maclay, politico scozzese (n. 1905)
- 17 agosto - Barbara Morgan, fotografa statunitense (n. 1900)
- 17 agosto - Al Parker, attore pornografico statunitense (n. 1952)
- 18 agosto - Christopher McCandless, viaggiatore statunitense (n. 1968)
- 18 agosto - Gabriella Rossi, operaia e politica italiana (n. 1921)
- 18 agosto - John Sturges, regista, montatore e produttore cinematografico statunitense (n. 1910)
- 18 agosto - Gaetano Zappalà, medico e chirurgo italiano (n. 1905)
- 19 agosto - Jean-Albert Grégoire, imprenditore francese (n. 1899)
- 19 agosto - Drahomír Koudelka, pallavolista cecoslovacco (n. 1946)
- 19 agosto - Norvel Lee, pugile statunitense (n. 1924)
- 19 agosto - Gianni Polidori, scenografo, costumista e pittore italiano (n. 1923)
- 19 agosto - Karl Storch, martellista tedesco (n. 1913)
- 20 agosto - Francesco Amodio, politico e avvocato italiano (n. 1914)
- 20 agosto - Mario Bardelli, politico e sindacalista italiano (n. 1922)
- 20 agosto - Eliezer Berkovits, rabbino, teologo e educatore rumeno (n. 1908)
- 20 agosto - Walter Grabmann, generale tedesco (n. 1905)
- 21 agosto - Isidro Lángara, calciatore e allenatore di calcio spagnolo (n. 1912)
- 21 agosto - Nino Pasti, generale e politico italiano (n. 1909)
- 21 agosto - Dai Vernon, illusionista canadese (n. 1894)
- 22 agosto - Vesna Bugarski, architetto jugoslavo (n. 1930)
- 22 agosto - Gerald Ketchum, militare statunitense (n. 1908)
- 22 agosto - Ljubomir Kokeza, calciatore e allenatore di calcio jugoslavo (n. 1920)
- 22 agosto - Arnaldo Tagliatti, pugile e attore italiano (n. 1914)
- 23 agosto - Giuseppe Nano, organista e compositore italiano (n. 1913)
- 23 agosto - Charles August Nichols, animatore e regista cinematografico statunitense (n. 1910)
- 24 agosto - Alfredo Fiorini, missionario italiano (n. 1954)
- 24 agosto - Stretch Murphy, cestista statunitense (n. 1907)
- 24 agosto - Lazăr Sfera, calciatore rumeno (n. 1909)
- 24 agosto - Karl Wienert, geofisico tedesco (n. 1913)
- 25 agosto - Aida Buturović, bibliotecaria bosniaca (n. 1960)
- 25 agosto - Louise Kink, statunitense (n. 1908)
- 25 agosto - Robert Muldoon, politico neozelandese (n. 1921)
- 25 agosto - George R. Nelson, scenografo statunitense (n. 1927)
- 25 agosto - Luciano Nicolini, calciatore italiano (n. 1923)
- 25 agosto - Yang Xianzhen, politico cinese (n. 1896)
- 26 agosto - Ray Adams, cestista statunitense (n. 1912)
- 26 agosto - Daniel Gorenstein, matematico statunitense (n. 1923)
- 26 agosto - Bob de Moor, fumettista belga (n. 1925)
- 27 agosto - Luigi Buzzi, imprenditore italiano (n. 1907)
- 27 agosto - Ferdinand Diehl, regista tedesco (n. 1901)
- 27 agosto - Gonzalo Jiménez, pallanuotista spagnolo (n. 1902)
- 27 agosto - Peter Jørgensen, pugile danese (n. 1907)
- 27 agosto - Luigi Lombardi, generale e funzionario italiano (n. 1898)
- 27 agosto - Hélène Perdrière, attrice francese (n. 1912)
- 27 agosto - Bruno Rossi, calciatore italiano (n. 1911)
- 27 agosto - Max Stiepl, pattinatore di velocità su ghiaccio austriaco (n. 1914)
- 28 agosto - Mario Pistoni, ballerino e coreografo italiano (n. 1932)
- 29 agosto - Jo Ann Robinson, attivista statunitense (n. 1912)
- 29 agosto - Félix Guattari, psicanalista, filosofo e semiologo francese (n. 1930)
- 29 agosto - John Janisch, cestista statunitense (n. 1920)
- 29 agosto - Mary Norton, scrittrice inglese (n. 1903)
- 30 agosto - Hideo Gosha, regista giapponese (n. 1929)
- 30 agosto - Ernst Ihbe, pistard tedesco (n. 1913)
- 30 agosto - Olena Ivanivna Kazymyrčak-Polons'ka, astronoma ucraina (n. 1902)
- 30 agosto - Rubén Uriza, cavaliere messicano (n. 1920)
- 31 agosto - Fabrizio Cruciani, francesista e critico teatrale italiano (n. 1942)
- 31 agosto - Wolfgang Güllich, arrampicatore e alpinista tedesco (n. 1960)
- 31 agosto - Hans Wimmer, scultore tedesco (n. 1907)

## Settembre(97)
- 1º settembre - Árni Böðvarsson, esperantista, filologo e lessicografo islandese (n. 1924)
- 1º settembre - Morris Carnovsky, attore statunitense (n. 1897)
- 1º settembre - Piotr Jaroszewicz, politico polacco (n. 1909)
- 2 settembre - Piero Angelo Balzardi, politico italiano (n. 1936)
- 2 settembre - Baltasar Sangchili, pugile spagnolo (n. 1911)
- 2 settembre - Barbara McClintock, biologa statunitense (n. 1902)
- 2 settembre - Sergio Moroni, politico italiano (n. 1947)
- 3 settembre - Percy Aires, attore brasiliano (n. 1932)
- 3 settembre - Beppe Garella, imprenditore italiano
- 3 settembre - Mahmoud Hessabi, fisico e politico iraniano (n. 1903)
- 3 settembre - Sadeq Mallallah, saudita (n. 1970)
- 4 settembre - Rubén Isidro Alonso, presbitero uruguaiano (n. 1929)
- 4 settembre - Yasuji Mori, animatore giapponese (n. 1925)
- 4 settembre - John van Dreelen, attore olandese (n. 1922)
- 5 settembre - Luigi Cipriani, politico, attivista e sindacalista italiano (n. 1940)
- 5 settembre - Antonio D'Arliano, pittore, scenografo e scultore italiano (n. 1899)
- 5 settembre - Philipp Hilbert, ciclista su strada tedesco (n. 1911)
- 5 settembre - Irving Allen Lee, attore statunitense (n. 1948)
- 5 settembre - Fritz Leiber, scrittore statunitense (n. 1910)
- 5 settembre - László Rajcsányi, schermidore ungherese (n. 1907)
- 6 settembre - Mervyn Johns, attore britannico (n. 1899)
- 7 settembre - Pedro Arnoldo Aparicio y Quintanilla, vescovo cattolico salvadoregno (n. 1908)
- 7 settembre - Eugenio Da Venezia, pittore italiano (n. 1900)
- 7 settembre - Arturo Dominici, attore e doppiatore italiano (n. 1916)
- 8 settembre - Quentin N. Burdick, politico statunitense (n. 1908)
- 8 settembre - Pep Pujolrás, cestista spagnolo (n. 1966)
- 9 settembre - Julian Creus, sollevatore britannico (n. 1917)
- 9 settembre - William E. DePuy, generale statunitense (n. 1919)
- 9 settembre - Carmelo Di Bella, allenatore di calcio e calciatore italiano (n. 1921)
- 9 settembre - Lidio Maietti, calciatore italiano (n. 1934)
- 10 settembre - Ivar Sjölin, lottatore svedese (n. 1918)
- 11 settembre - Frank McKinney, nuotatore statunitense (n. 1938)
- 11 settembre - Tito Mistrali, allenatore di calcio e calciatore italiano (n. 1902)
- 12 settembre - Anthony Perkins, attore, regista e sceneggiatore statunitense (n. 1932)
- 12 settembre - Ron Woodroof, imprenditore statunitense (n. 1950)
- 13 settembre - Fedora Mingarelli, cantante italiana (n. 1912)
- 13 settembre - Božidar Rašica, architetto, pittore e scenografo croato (n. 1912)
- 14 settembre - Mario Carelli, politico italiano (n. 1899)
- 14 settembre - Stanislav Kocourek, calciatore cecoslovacco (n. 1921)
- 14 settembre - Paul Joseph James Martin, politico e diplomatico canadese (n. 1903)
- 14 settembre - George Pearcy, cestista e allenatore di pallacanestro statunitense (n. 1919)
- 15 settembre - Giovanni Battioni, calciatore italiano (n. 1911)
- 15 settembre - Luigi Campedelli, imprenditore e dirigente sportivo italiano (n. 1931)
- 15 settembre - Fredrik Hetty, calciatore norvegese (n. 1905)
- 15 settembre - Walter B. Jones, Sr., politico statunitense (n. 1913)
- 16 settembre - Enrico Assi, vescovo cattolico italiano (n. 1919)
- 16 settembre - Dario Cecchi, costumista, scenografo e pittore italiano (n. 1918)
- 16 settembre - Millicent Fenwick, politica, ambasciatore e giornalista statunitense (n. 1910)
- 16 settembre - Herivelto Martins, compositore, musicista e cantante brasiliano (n. 1912)
- 17 settembre - Fëdor Fëdorovič Šaljapin, attore russo (n. 1905)
- 17 settembre - Ignazio e Antonino Salvo, mafioso italiano (n. 1931)
- 17 settembre - Ralph Schwarz, canottiere olandese (n. 1967)
- 17 settembre - Sadegh Sharafkandi, attivista iraniano (n. 1938)
- 17 settembre - Judith Nisse Shklar, filosofa e politologa lettone (n. 1928)
- 17 settembre - Roger Wagner, direttore di coro, docente e direttore artistico statunitense (n. 1914)
- 18 settembre - Lona Andre, attrice statunitense (n. 1915)
- 18 settembre - Marcel Bekaert, ciclista su strada, ciclocrossista e dirigente sportivo belga (n. 1923)
- 18 settembre - Margherita di Danimarca, principessa danese (n. 1895)
- 18 settembre - Muhammad Hidayatullah, politico indiano (n. 1905)
- 18 settembre - Gustav Lombard, generale tedesco (n. 1895)
- 19 settembre - Geraint Evans, basso-baritono britannico (n. 1922)
- 19 settembre - Kenny Howard, artista e decoratore statunitense (n. 1929)
- 19 settembre - Olle Laessker, lunghista e velocista svedese (n. 1922)
- 20 settembre - Adalberto Manzone, giornalista italiano (n. 1936)
- 21 settembre - Tarachand Barjatya, produttore cinematografico indiano (n. 1914)
- 21 settembre - Paul Alfons von Metternich-Winneburg, pilota automobilistico tedesco (n. 1917)
- 21 settembre - Viktor Ivanovič Tregubovič, regista, attore e sceneggiatore sovietico (n. 1935)
- 21 settembre - Bill Williams, attore statunitense (n. 1915)
- 22 settembre - Candido Amantini, presbitero e teologo italiano (n. 1914)
- 22 settembre - Pasquale Farina, calciatore italiano (n. 1910)
- 22 settembre - Tony Hinkle, allenatore di pallacanestro, allenatore di football americano e allenatore di baseball statunitense (n. 1899)
- 22 settembre - Eileen O'Hearn, attrice statunitense (n. 1913)
- 22 settembre - Victoria Risk, attrice statunitense (n. 1915)
- 23 settembre - Simone Barbier, tennista francese (n. 1903)
- 24 settembre - Jørgen Hval, calciatore norvegese (n. 1911)
- 25 settembre - Tibor Kemény, allenatore di calcio e calciatore ungherese (n. 1913)
- 25 settembre - César Manrique, artista e architetto spagnolo (n. 1919)
- 26 settembre - Angelo Cesselon, pittore italiano (n. 1922)
- 26 settembre - Pancrazio De Pasquale, politico italiano (n. 1925)
- 26 settembre - Erich Krempel, tiratore a segno tedesco (n. 1913)
- 26 settembre - Luka Lipošinović, calciatore jugoslavo (n. 1933)
- 26 settembre - Oiva Virtanen, cestista finlandese (n. 1929)
- 26 settembre - Aleksandr Voronin, sollevatore sovietico (n. 1951)
- 27 settembre - Jacques-Paul Martin, cardinale e arcivescovo cattolico francese (n. 1908)
- 27 settembre - Hermann Neuberger, dirigente sportivo tedesco (n. 1919)
- 27 settembre - Keith Prentice, attore statunitense (n. 1940)
- 27 settembre - Peter Riedl, pallanuotista austriaco (n. 1910)
- 27 settembre - Zhang Leping, fumettista cinese (n. 1910)
- 28 settembre - William Douglas-Home, drammaturgo e politico britannico (n. 1912)
- 28 settembre - Paolo Ficalora, imprenditore italiano (n. 1933)
- 28 settembre - Johanna Piesch, bibliotecaria, fisica e matematica austriaca (n. 1892)
- 29 settembre - Jean Aurenche, sceneggiatore francese (n. 1903)
- 29 settembre - Paul Jabara, cantautore, compositore e attore statunitense (n. 1948)
- 30 settembre - Willie Adams, cestista statunitense (n. 1911)
- 30 settembre - Robert Joel, attore statunitense (n. 1944)
- 30 settembre - Maria Malicka, attrice cinematografica polacca (n. 1900)
- 30 settembre - Branislav Rajačić, allenatore di pallacanestro jugoslavo (n. 1931)

## Ottobre(105)
- 1º ottobre - Massimiliano Catena, calciatore italiano (n. 1969)
- 1º ottobre - Petra Kelly, politica e attivista tedesca (n. 1947)
- 1º ottobre - Andor Pigler, storico dell'arte ungherese (n. 1899)
- 1º ottobre - Salvatore Valitutti, politologo e politico italiano (n. 1907)
- 2 ottobre - Chuck Hawley, cestista e giocatore di baseball statunitense (n. 1915)
- 2 ottobre - Bogdan Suchodolski, pedagogista e filosofo polacco (n. 1903)
- 2 ottobre - Sabiha Bengütaş, scultrice turca (n. 1904)
- 3 ottobre - Aliyar Aliyev, militare azero (n. 1957)
- 3 ottobre - Fritz Dennerlein, pallanuotista, nuotatore e allenatore di pallanuoto italiano (n. 1936)
- 3 ottobre - Vittorio Melloni, regista italiano (n. 1939)
- 3 ottobre - Pietro Antonio Zveteremich, slavista e traduttore italiano (n. 1922)
- 4 ottobre - Zoltán Bay, fisico e inventore ungherese (n. 1900)
- 4 ottobre - Denny Hulme, pilota automobilistico neozelandese (n. 1936)
- 5 ottobre - Cornelis Berkhouwer, politico olandese (n. 1919)
- 5 ottobre - Gösta Carlsson, ciclista su strada svedese (n. 1906)
- 5 ottobre - Billy Herman, giocatore di baseball e allenatore di baseball statunitense (n. 1909)
- 5 ottobre - Eddie Kendricks, cantautore statunitense (n. 1939)
- 5 ottobre - Fred Otash, investigatore privato, scrittore e attore statunitense (n. 1922)
- 6 ottobre - Denholm Elliott, attore britannico (n. 1922)
- 6 ottobre - Gino Manni, calciatore e allenatore di calcio italiano (n. 1916)
- 6 ottobre - Natalie Moorhead, attrice statunitense (n. 1901)
- 7 ottobre - Aina Berg, nuotatrice svedese (n. 1902)
- 7 ottobre - Ed Blackwell, batterista statunitense (n. 1929)
- 7 ottobre - Augusto Daolio, cantautore italiano (n. 1947)
- 7 ottobre - Tevfik Esenç, politico turco (n. 1904)
- 7 ottobre - Dionisio Weisz, calciatore e allenatore di calcio ungherese (n. 1904)
- 8 ottobre - Robert Berdella, serial killer statunitense (n. 1949)
- 8 ottobre - Willy Brandt, politico tedesco (n. 1913)
- 8 ottobre - Romolo Deotto, microbiologo italiano (n. 1911)
- 8 ottobre - Ettore Grande, diplomatico italiano (n. 1903)
- 8 ottobre - Graziano Mancinelli, cavaliere italiano (n. 1937)
- 9 ottobre - Ladislav Koubek, calciatore cecoslovacco (n. 1920)
- 9 ottobre - Giuliano Ravizza, stilista, imprenditore e medico italiano (n. 1926)
- 10 ottobre - Gianfranco Bartolini, politico e sindacalista italiano (n. 1927)
- 10 ottobre - Angiolo Fedi, imprenditore italiano (n. 1896)
- 10 ottobre - James Seay, attore statunitense (n. 1914)
- 12 ottobre - Alfredo Azzaroni, politico, scrittore e giornalista italiano (n. 1922)
- 12 ottobre - Decimo Granzotto, politico e partigiano italiano (n. 1899)
- 13 ottobre - Tula Belle, attrice statunitense (n. 1906)
- 13 ottobre - Nemi D'Agostino, anglista italiano (n. 1924)
- 13 ottobre - Frederico Serrão, schermidore brasiliano (n. 1908)
- 14 ottobre - William Waddell, allenatore di calcio e calciatore britannico (n. 1921)
- 15 ottobre - Gino Cavalieri, attore italiano (n. 1895)
- 15 ottobre - Giuseppe Cimicchi, militare e aviatore italiano (n. 1913)
- 15 ottobre - Jim Homer, cestista statunitense (n. 1921)
- 15 ottobre - Richard Mathews, attore britannico (n. 1914)
- 16 ottobre - Larbi Ben Barek, calciatore e allenatore di calcio marocchino (n. 1917)
- 16 ottobre - Shirley Booth, attrice statunitense (n. 1898)
- 16 ottobre - Charley Burley, pugile statunitense (n. 1917)
- 16 ottobre - Raimondo Craveri, storico, politico e antifascista italiano (n. 1912)
- 16 ottobre - Anna Hill Johnstone, costumista statunitense (n. 1913)
- 16 ottobre - Vladek Sheybal, attore polacco (n. 1923)
- 17 ottobre - Edgar Chandler, giocatore di football americano statunitense (n. 1946)
- 17 ottobre - Remo Franceschelli, giurista e avvocato italiano (n. 1910)
- 17 ottobre - Marcel Spilliaert, pallanuotista francese (n. 1924)
- 17 ottobre - Rouben Ter-Arutunian, costumista e scenografo georgiano (n. 1920)
- 17 ottobre - Guerrino Tramonti, ceramista e pittore italiano (n. 1915)
- 18 ottobre - Giuseppe Bonfiglioli, arcivescovo cattolico italiano (n. 1910)
- 18 ottobre - Makoto Fukui, nuotatore giapponese (n. 1940)
- 18 ottobre - Albert Schwartz, naturalista e zoologo statunitense (n. 1923)
- 18 ottobre - Emma Schwarz, attivista italiana (n. 1914)
- 19 ottobre - Arturo Farías, calciatore cileno (n. 1927)
- 19 ottobre - Aldo Giordani, cestista, allenatore di pallacanestro e giornalista italiano (n. 1924)
- 19 ottobre - Maurice Le Roux, direttore d'orchestra, compositore e musicologo francese (n. 1923)
- 19 ottobre - Arthur Wint, velocista e mezzofondista giamaicano (n. 1920)
- 20 ottobre - Mimì Aylmer, cantante e attrice italiana (n. 1896)
- 20 ottobre - Francisco Borrell, cestista spagnolo (n. 1934)
- 20 ottobre - Alexander Camaro, pittore tedesco (n. 1901)
- 20 ottobre - Koča Popović, partigiano, generale e politico jugoslavo (n. 1908)
- 20 ottobre - Shirō Yoshii, allenatore di pallacanestro giapponese (n. 1919)
- 21 ottobre - Jim Garrison, avvocato statunitense (n. 1921)
- 21 ottobre - Bob Todd, attore, comico e personaggio televisivo britannico (n. 1922)
- 21 ottobre - Julio Uriarte, calciatore spagnolo (n. 1914)
- 22 ottobre - Carlo Bernari, scrittore, antifascista e partigiano italiano (n. 1909)
- 22 ottobre - Giorgio De Stefani, tennista e dirigente sportivo italiano (n. 1904)
- 22 ottobre - Cleavon Little, attore statunitense (n. 1939)
- 22 ottobre - André Vandeweyer, calciatore e allenatore di calcio belga (n. 1909)
- 23 ottobre - Banine, scrittrice francese (n. 1905)
- 23 ottobre - Dorothy Dunbar, attrice e socialite statunitense (n. 1902)
- 23 ottobre - Ernst Hartmann, medico e scrittore tedesco (n. 1915)
- 24 ottobre - Jimmy Orlando, hockeista su ghiaccio canadese (n. 1910)
- 24 ottobre - Luis Rosales, poeta e saggista spagnolo (n. 1910)
- 24 ottobre - Antonio Severi, calciatore italiano (n. 1908)
- 25 ottobre - Giorgio Locchi, giornalista e saggista italiano (n. 1923)
- 25 ottobre - Roger Miller, compositore, cantautore e attore statunitense (n. 1936)
- 25 ottobre - Peter Rice, ingegnere irlandese (n. 1935)
- 26 ottobre - Eugenijus Nikolskis, cestista e tennistavolista lituano (n. 1917)
- 27 ottobre - István Balogh, calciatore ungherese (n. 1912)
- 27 ottobre - Gianfranco Bianchi, giornalista, storico e partigiano italiano (n. 1915)
- 27 ottobre - Bita, calciatore brasiliano (n. 1942)
- 27 ottobre - David Bohm, fisico e filosofo statunitense (n. 1917)
- 27 ottobre - Franz Fuchsberger, calciatore austriaco (n. 1910)
- 27 ottobre - Adelino da Palma Carlos, politico portoghese (n. 1905)
- 27 ottobre - Allen Schindler, marinaio statunitense (n. 1969)
- 27 ottobre - Wilson Whitley, giocatore di football americano statunitense (n. 1955)
- 28 ottobre - Dori Dorika, attrice russa (n. 1913)
- 28 ottobre - Charles Pellat, arabista e islamista francese (n. 1914)
- 29 ottobre - Margaret Herz Hohenberg, psichiatra e psicoanalista slovacca (n. 1898)
- 29 ottobre - Kenneth MacMillan, coreografo e ballerino britannico (n. 1929)
- 29 ottobre - Louis Marin, filosofo e storico francese (n. 1931)
- 29 ottobre - Ferruccio Mosetti, fisico e oceanografo italiano (n. 1929)
- 30 ottobre - Dionizije Dvornić, calciatore jugoslavo (n. 1926)
- 30 ottobre - Joan Mitchell, pittrice statunitense (n. 1925)
- 31 ottobre - Giovanni Decimo Pellegrini, vescovo cattolico e missionario italiano (n. 1918)
- 31 ottobre - Antonino Rubino, militare italiano (n. 1961)

## Novembre(128)
- 1º novembre - Giacomo Giuseppe Beltritti, patriarca cattolico italiano (n. 1910)
- 1º novembre - Tamara Lazakovič, ginnasta sovietica (n. 1954)
- 1º novembre - Pino Patti, attore italiano (n. 1926)
- 2 novembre - Robert Arneson, scultore e insegnante statunitense (n. 1930)
- 2 novembre - Vincenzo Balzamo, politico italiano (n. 1929)
- 2 novembre - Umberto Bonadè, canottiere italiano (n. 1909)
- 2 novembre - Hal Roach, regista e produttore cinematografico statunitense (n. 1892)
- 2 novembre - Jack Whitney, effettista statunitense (n. 1905)
- 3 novembre - Franco Caracciolo, attore e nobile italiano (n. 1944)
- 3 novembre - Jack Davis, attore statunitense (n. 1914)
- 3 novembre - Hanya Holm, danzatrice e coreografa tedesca (n. 1893)
- 3 novembre - Haydn Hill, calciatore inglese (n. 1913)
- 3 novembre - Vladas Mikėnas, scacchista estone (n. 1910)
- 3 novembre - Prem Nath, attore e regista indiano (n. 1926)
- 3 novembre - Gian Franco Venè, giornalista e saggista italiano (n. 1935)
- 4 novembre - Claude Aveline, scrittore e poeta francese (n. 1901)
- 4 novembre - Willie Porter, cestista statunitense (n. 1942)
- 4 novembre - José Luis Sáenz de Heredia, regista spagnolo (n. 1911)
- 4 novembre - Luigi Vrenna, mafioso italiano (n. 1909)
- 4 novembre - František Řitička, calciatore cecoslovacco (n. 1910)
- 5 novembre - Roger Dewolf, ciclista su strada francese (n. 1908)
- 5 novembre - Arpad Emrick Elo, fisico e scacchista ungherese (n. 1903)
- 5 novembre - Jan Oort, astronomo olandese (n. 1900)
- 5 novembre - Luigi Russo, politico italiano (n. 1904)
- 5 novembre - Pierina Scaramella, botanica italiana (n. 1906)
- 5 novembre - Vjačeslav Skomorochov, ostacolista sovietico (n. 1940)
- 5 novembre - Antonio Tatò, politico, sindacalista e editore italiano (n. 1921)
- 6 novembre - Sebastián Gualco, calciatore argentino (n. 1912)
- 7 novembre - Alexander Dubček, politico cecoslovacco (n. 1921)
- 7 novembre - René Hamel, ciclista su strada francese (n. 1902)
- 7 novembre - Jack Kelly, attore statunitense (n. 1927)
- 7 novembre - Scott McPherson, drammaturgo e attore teatrale statunitense (n. 1959)
- 7 novembre - Henri Temianka, violinista e insegnante statunitense (n. 1906)
- 7 novembre - Richard Yates, scrittore, giornalista e sceneggiatore statunitense (n. 1926)
- 8 novembre - Kees Broekman, pattinatore di velocità su ghiaccio olandese (n. 1927)
- 8 novembre - Larry Levan, disc jockey statunitense (n. 1954)
- 8 novembre - Ottavio Mai, regista, sceneggiatore e attore italiano (n. 1946)
- 8 novembre - Red Mitchell, contrabbassista e compositore statunitense (n. 1927)
- 8 novembre - Pedro Morilla Fuentes, allenatore di pallacanestro brasiliano (n. 1929)
- 8 novembre - Felice Vischioni, politico italiano (n. 1898)
- 9 novembre - Itze Gunst, pallanuotista tedesco (n. 1908)
- 9 novembre - William Hillcourt, educatore e scrittore danese (n. 1900)
- 9 novembre - Natalie Joyce, attrice statunitense (n. 1902)
- 9 novembre - Sven Selånger, saltatore con gli sci e combinatista nordico svedese (n. 1907)
- 10 novembre - Chuck Connors, attore, cestista e giocatore di baseball statunitense (n. 1921)
- 10 novembre - Gyula Csikós, calciatore ungherese (n. 1913)
- 10 novembre - Eskil Lundahl, nuotatore svedese (n. 1905)
- 10 novembre - John Summerson, storico dell'architettura britannico (n. 1904)
- 11 novembre - Earle Meadows, astista statunitense (n. 1913)
- 12 novembre - Giulio Carlo Argan, critico d'arte, storico dell'arte e politico italiano (n. 1909)
- 12 novembre - Charles Coles, attore, cantante e ballerino statunitense (n. 1911)
- 12 novembre - David Oliver, attore statunitense (n. 1962)
- 12 novembre - Emilio Recoba, calciatore uruguaiano (n. 1904)
- 12 novembre - Dan Vizanty, militare e aviatore rumeno (n. 1910)
- 13 novembre - Franco Calabrese, basso italiano (n. 1923)
- 13 novembre - Waldemar Malak, sollevatore polacco (n. 1970)
- 13 novembre - Ugo Natoli, giurista italiano (n. 1915)
- 13 novembre - Maurice Ohana, pianista e compositore francese (n. 1913)
- 13 novembre - Kiki Romero, allenatore di pallacanestro messicano (n. 1929)
- 14 novembre - George Adams, sassofonista statunitense (n. 1940)
- 14 novembre - Clem Beauchamp, attore, regista e produttore cinematografico statunitense (n. 1898)
- 14 novembre - Dante Gianello, ciclista su strada, dirigente sportivo e giornalista italiano (n. 1912)
- 14 novembre - Ernst Happel, allenatore di calcio e calciatore austriaco (n. 1925)
- 14 novembre - Joop van Nellen, calciatore olandese (n. 1910)
- 14 novembre - Delphia Welford, supercentenaria statunitense (n. 1875)
- 15 novembre - Serafino Campi, pittore, grafico e pubblicitario italiano (n. 1905)
- 15 novembre - Umberto Peschi, artista e scultore italiano (n. 1912)
- 15 novembre - Julien Saby, rugbista a 15, allenatore di rugby a 15 e dirigente sportivo francese (n. 1902)
- 15 novembre - Andrij Jakovyč Štoharenko, compositore e docente sovietico (n. 1902)
- 16 novembre - Phyllis Harding, nuotatrice britannica (n. 1907)
- 16 novembre - Max Huber, grafico, designer e docente svizzero (n. 1919)
- 16 novembre - Sun Mingjing, regista cinese (n. 1911)
- 17 novembre - Todd Armstrong, attore statunitense (n. 1937)
- 17 novembre - Raffaele Bastoni, canoista italiano (n. 1925)
- 17 novembre - Audre Lorde, poetessa, scrittrice e attivista statunitense (n. 1934)
- 18 novembre - Giovanni Maria Catena, religioso e direttore di coro italiano (n. 1919)
- 18 novembre - Billy Hassett, cestista e allenatore di pallacanestro statunitense (n. 1921)
- 18 novembre - Dorothy Kirsten, soprano e attrice statunitense (n. 1910)
- 18 novembre - Giovanni Mantese, presbitero e storico italiano (n. 1912)
- 19 novembre - Camillo Girotti, calciatore italiano (n. 1918)
- 19 novembre - Giuseppe Ottina, allenatore di calcio italiano (n. 1912)
- 19 novembre - Bobby Russell, cantautore statunitense (n. 1940)
- 19 novembre - Abele Saba, giornalista italiano (n. 1913)
- 19 novembre - Shin'ichi Sekizawa, sceneggiatore giapponese (n. 1921)
- 19 novembre - Diane Varsi, attrice statunitense (n. 1938)
- 20 novembre - William Fields, canottiere statunitense (n. 1929)
- 20 novembre - Mária Frank, nuotatrice ungherese (n. 1943)
- 21 novembre - Vicente Arraya, calciatore boliviano (n. 1922)
- 21 novembre - Severino Gazzelloni, flautista italiano (n. 1919)
- 21 novembre - Kaysone Phomvihane, rivoluzionario e politico laotiano (n. 1920)
- 21 novembre - Gad Tedeschi, giurista italiano (n. 1907)
- 22 novembre - Flavio Carraresi, batterista, compositore e paroliere italiano (n. 1930)
- 22 novembre - Viktor Petrovič Dubynin, generale russo (n. 1943)
- 22 novembre - Giorgio Giusti, imprenditore, pilota automobilistico e pittore italiano (n. 1913)
- 22 novembre - Sterling Holloway, attore e doppiatore statunitense (n. 1905)
- 22 novembre - Ronald Sinclair, attore neozelandese (n. 1924)
- 23 novembre - Roy Acuff, cantante statunitense (n. 1903)
- 23 novembre - Mohamed Benhima, politico marocchino (n. 1924)
- 23 novembre - Bruno Berra, calciatore italiano (n. 1914)
- 23 novembre - Antonio Borsellino, fisico italiano (n. 1915)
- 23 novembre - Manuel Pelegrina, calciatore argentino (n. 1919)
- 23 novembre - Jean Thiriart, politico belga (n. 1922)
- 24 novembre - June Tyson, cantante e violinista statunitense (n. 1936)
- 25 novembre - Joseph Arthur Ankrah, generale e politico ghanese (n. 1915)
- 25 novembre - Piet Ikelaar, pistard e ciclista su strada olandese (n. 1896)
- 25 novembre - Dmitrij Ukolov, hockeista su ghiaccio sovietico (n. 1929)
- 26 novembre - Ciccio Barbi, attore italiano (n. 1920)
- 26 novembre - Adrienne Dore, attrice statunitense (n. 1907)
- 26 novembre - Mauro Dutto, politico e giornalista italiano (n. 1941)
- 26 novembre - James Forrest, calciatore scozzese (n. 1927)
- 26 novembre - Leopol'd Mitrofanov, compositore di scacchi russo (n. 1932)
- 26 novembre - Kathleen Russell, nuotatrice sudafricana (n. 1912)
- 26 novembre - John Sharp, attore britannico (n. 1920)
- 27 novembre - Willi Faust, pilota motociclistico tedesco (n. 1924)
- 27 novembre - Ivan Generalić, pittore croato (n. 1914)
- 27 novembre - Daniel Santos, musicista portoricano (n. 1916)
- 28 novembre - Randall Duell, scenografo statunitense (n. 1903)
- 28 novembre - Pierre Marot, medievista francese (n. 1900)
- 28 novembre - Giovanni Musotto, politico e giurista italiano (n. 1907)
- 28 novembre - Sidney Nolan, pittore australiano (n. 1917)
- 29 novembre - Jean Dieudonné, matematico francese (n. 1906)
- 29 novembre - Lawrence Picachy, cardinale e arcivescovo cattolico indiano (n. 1916)
- 29 novembre - Emilio Pucci, aviatore, stilista e politico italiano (n. 1914)
- 29 novembre - Robert F. Simon, attore statunitense (n. 1908)
- 30 novembre - Jorge Donn, danzatore argentino (n. 1947)
- 30 novembre - Vittorio Granchi, pittore e restauratore italiano (n. 1908)
- 30 novembre - Graham Vearncombe, calciatore gallese (n. 1934)
- 30 novembre - Athos Zontini, calciatore, velocista e mezzofondista italiano (n. 1914)

## Dicembre(118)
- 1º dicembre - Carlo Ferrari, vescovo cattolico italiano (n. 1910)
- 1º dicembre - Anton Malatinský, allenatore di calcio e calciatore cecoslovacco (n. 1920)
- 1º dicembre - Jefferson Souza, pallanuotista brasiliano (n. 1908)
- 2 dicembre - Aldo Ghizzetti, matematico italiano (n. 1908)
- 2 dicembre - Michael Gothard, attore britannico (n. 1939)
- 2 dicembre - Nur al-Din al-Atassi, politico siriano (n. 1929)
- 3 dicembre - Luis Alcoriza, regista cinematografico, sceneggiatore e attore spagnolo (n. 1921)
- 4 dicembre - Raoul Greiner, calciatore italiano (n. 1901)
- 4 dicembre - Roel Wiersma, calciatore olandese (n. 1932)
- 5 dicembre - Ai Wu, scrittore cinese (n. 1904)
- 5 dicembre - Italo Nicoletto, politico e partigiano italiano (n. 1909)
- 6 dicembre - Percy Herbert, attore britannico (n. 1920)
- 6 dicembre - Evgenija Kozyreva, attrice sovietica (n. 1920)
- 6 dicembre - Heorhіj Іlarіonovyč Majboroda, compositore ucraino (n. 1913)
- 6 dicembre - Marcel Mussillon, alpinista italiano (n. 1901)
- 6 dicembre - Hank Worden, attore statunitense (n. 1901)
- 7 dicembre - Ina Souez, soprano statunitense (n. 1903)
- 8 dicembre - Achille Bortolotti, imprenditore e dirigente sportivo italiano (n. 1919)
- 8 dicembre - Luigi Bàccolo, critico letterario e biografo italiano (n. 1913)
- 8 dicembre - Alessandro Ferretti, politico italiano (n. 1904)
- 8 dicembre - Armanda Guiducci, scrittrice, filosofa e critica letteraria italiana (n. 1923)
- 9 dicembre - Franco Franchi, attore, comico e cantante italiano (n. 1928)
- 9 dicembre - Vincent Gardenia, attore italiano (n. 1920)
- 9 dicembre - Ismet Rizvić, pittore bosniaco (n. 1933)
- 10 dicembre - Josephine McKim, nuotatrice statunitense (n. 1910)
- 10 dicembre - Jacques Perret, scrittore e sceneggiatore francese (n. 1901)
- 11 dicembre - Francesco Casati, politico italiano (n. 1939)
- 11 dicembre - Billy Cook, allenatore di calcio e calciatore nordirlandese (n. 1909)
- 11 dicembre - Marinka Dallos, pittrice ungherese (n. 1929)
- 11 dicembre - Andy Kirk, sassofonista statunitense (n. 1898)
- 11 dicembre - Yōko Kishi, cantante giapponese (n. 1935)
- 11 dicembre - Moose Krause, cestista, giocatore di football americano e allenatore di pallacanestro statunitense (n. 1913)
- 11 dicembre - Suzanne Lilar, drammaturga, saggista e scrittrice belga (n. 1901)
- 12 dicembre - Ali Amini, politico e diplomatico iraniano (n. 1905)
- 12 dicembre - Germano Lombardi, scrittore italiano (n. 1925)
- 12 dicembre - Togo Renan Soares, allenatore di pallacanestro brasiliano (n. 1906)
- 12 dicembre - Robert Rex, politico niueano (n. 1909)
- 13 dicembre - Ellis Arnall, politico statunitense (n. 1907)
- 13 dicembre - Aleksandar Tirnanić, allenatore di calcio e calciatore jugoslavo (n. 1911)
- 13 dicembre - Louisa van Gemert, olandese (n. 1905)
- 13 dicembre - Wilhelm von Ammon, avvocato tedesco (n. 1903)
- 14 dicembre - Severino Rigoni, pistard e ciclista su strada italiano (n. 1914)
- 14 dicembre - Enrico Thiébat, cantautore, cabarettista e scultore italiano (n. 1949)
- 14 dicembre - Luigi Traini, calciatore e allenatore di calcio italiano (n. 1926)
- 15 dicembre - Achille Buzzoni, calciatore italiano (n. 1916)
- 15 dicembre - Sven Delblanc, scrittore svedese (n. 1931)
- 15 dicembre - Marcello Martana, attore e cabarettista italiano (n. 1923)
- 15 dicembre - Ennio Morlotti, pittore italiano (n. 1910)
- 15 dicembre - Simone Pétrement, saggista francese (n. 1907)
- 17 dicembre - Günther Anders, filosofo e scrittore tedesco (n. 1902)
- 17 dicembre - Dana Andrews, attore statunitense (n. 1909)
- 17 dicembre - Giuseppe Borsellino, imprenditore italiano (n. 1938)
- 17 dicembre - Giuliano Briganti, storico dell'arte italiano (n. 1918)
- 17 dicembre - Keith Wiegard, pallanuotista e calciatore australiano (n. 1938)
- 18 dicembre - Antonio Amurri, umorista, paroliere e autore televisivo italiano (n. 1925)
- 18 dicembre - Vojin Bakić, scultore jugoslavo (n. 1915)
- 18 dicembre - Howard Cann, cestista, giocatore di football americano e pesista statunitense (n. 1895)
- 18 dicembre - Mark Goodson, produttore televisivo statunitense (n. 1915)
- 18 dicembre - Ennio Mastrostefano, giornalista italiano (n. 1925)
- 18 dicembre - Manuel Torres Soto, calciatore spagnolo (n. 1928)
- 18 dicembre - Enrico Zuppi, giornalista e fotografo italiano (n. 1909)
- 19 dicembre - Gianni Brera, giornalista e scrittore italiano (n. 1919)
- 19 dicembre - Louis Ducreux, attore, musicista e regista teatrale francese (n. 1911)
- 19 dicembre - Herbert Lionel Adolphus Hart, filosofo e giurista britannico (n. 1907)
- 19 dicembre - Fausto Montesi, ciclista su strada italiano (n. 1912)
- 20 dicembre - Peter Brocco, attore statunitense (n. 1903)
- 20 dicembre - Luciano Dal Falco, politico e partigiano italiano (n. 1925)
- 20 dicembre - Bernard Dubourg, scrittore francese (n. 1945)
- 20 dicembre - Peter Wirnsberger II, sciatore alpino austriaco (n. 1968)
- 21 dicembre - Stella Adler, attrice teatrale e insegnante statunitense (n. 1901)
- 21 dicembre - David Hare, artista statunitense (n. 1917)
- 21 dicembre - Albert King, chitarrista e cantante statunitense (n. 1923)
- 21 dicembre - Nathan Milstein, violinista russo (n. 1903)
- 22 dicembre - Bolaji Badejo, attore nigeriano (n. 1953)
- 22 dicembre - Charlie Black, cestista statunitense (n. 1921)
- 22 dicembre - Aura Buzescu, attrice, regista teatrale e docente rumena (n. 1894)
- 22 dicembre - Andrea Forzano, regista e sceneggiatore italiano (n. 1915)
- 22 dicembre - Frederick William Franz, predicatore statunitense (n. 1893)
- 22 dicembre - Erik Lindén, lottatore svedese (n. 1911)
- 22 dicembre - Armando Ossena, multiplista e dirigente sportivo italiano (n. 1918)
- 22 dicembre - Italo Pedroncelli, sciatore alpino e allenatore di sci alpino italiano (n. 1935)
- 22 dicembre - Francesco Roccella, giornalista e politico italiano (n. 1924)
- 22 dicembre - Ivan Tregubov, hockeista su ghiaccio sovietico (n. 1930)
- 23 dicembre - Mario Ageno, fisico italiano (n. 1915)
- 23 dicembre - Ivanhoe Gambini, architetto e pittore italiano (n. 1904)
- 23 dicembre - Eddie Hazel, chitarrista statunitense (n. 1950)
- 23 dicembre - Vjačeslav Kurennoj, pallanuotista sovietico (n. 1932)
- 23 dicembre - Robert Marshak, fisico statunitense (n. 1916)
- 23 dicembre - Pauli Sarkkula, cestista finlandese (n. 1917)
- 24 dicembre - Isaac Auerbach, ingegnere e informatico statunitense (n. 1921)
- 24 dicembre - Peyo, fumettista belga (n. 1928)
- 24 dicembre - Arthur Herman Holmgren, botanico e esploratore statunitense (n. 1912)
- 24 dicembre - Jack Nichols, cestista statunitense (n. 1926)
- 25 dicembre - Giuseppe Bonomi, allenatore di calcio e calciatore italiano (n. 1913)
- 25 dicembre - Helen Joseph, attivista inglese (n. 1905)
- 26 dicembre - Constance Carpenter, attrice e cantante inglese (n. 1904)
- 26 dicembre - Jack Crayston, allenatore di calcio e calciatore inglese (n. 1910)
- 26 dicembre - Edmund Davies, avvocato e giudice britannico (n. 1906)
- 26 dicembre - Jan Flinterman, pilota di Formula 1 olandese (n. 1919)
- 26 dicembre - John George Kemeny, matematico e informatico ungherese (n. 1926)
- 26 dicembre - Nikita Dmitrievič Magalov, pianista russo (n. 1912)
- 27 dicembre - Stephen Albert, compositore statunitense (n. 1941)
- 27 dicembre - Kay Boyle, scrittrice statunitense (n. 1902)
- 27 dicembre - Giovanni Colacicchi, pittore italiano (n. 1900)
- 27 dicembre - James Patterson Lyke, arcivescovo cattolico statunitense (n. 1939)
- 27 dicembre - János Móré, allenatore di calcio e calciatore ungherese (n. 1910)
- 28 dicembre - Alfredo Barisone, calciatore italiano (n. 1904)
- 28 dicembre - Aimé Michel, scrittore e filosofo francese (n. 1919)
- 28 dicembre - Vicente Rondón, pugile venezuelano (n. 1938)
- 28 dicembre - Doug Wright, calciatore inglese (n. 1917)
- 29 dicembre - Jaroslav Borovička, calciatore cecoslovacco (n. 1931)
- 29 dicembre - Cesare Margotto, politico italiano (n. 1926)
- 30 dicembre - Fritz Braune, militare tedesco (n. 1910)
- 30 dicembre - Ilo Mariotti, politico italiano (n. 1922)
- 30 dicembre - Jean Vaquié, saggista francese (n. 1911)
- 30 dicembre - Lusine Zakaryan, soprano sovietico (n. 1937)
- 31 dicembre - Dianne Jackson, regista e animatrice inglese (n. 1941)
- 31 dicembre - Joseph Theuns, ciclista su strada belga (n. 1931)

## Senza giorno specificato(70)
- Mario Agosti, giavellottista, multiplista e calciatore italiano (n. 1904)
- Augusto Alvini, artista italiano (n. 1903)
- Gino Ambrosio, calciatore italiano (n. 1913)
- Athos Bartolucci, politico italiano (n. 1902)
- Francesco Berarducci, architetto italiano (n. 1924)
- Gino Borgiani, politico italiano (n. 1923)
- Maceo Casadei, pittore italiano (n. 1899)
- Daphne Casorati Maugham, pittrice inglese (n. 1897)
- Paolo Cavinato, pittore italiano (n. 1911)
- Gabriele Cena, pittore italiano (n. 1907)
- Umberto Cesari, pianista italiano (n. 1920)
- Ilario Ciaurro, pittore, scultore e incisore italiano (n. 1889)
- Carlo Cignetti, traduttore e poeta italiano (n. 1927)
- Alcopley, pittore e medico statunitense (n. 1910)
- Helena D'Algy, attrice portoghese (n. 1906)
- Pierre Daco, psicologo e psicoanalista belga (n. 1936)
- Arturo Del Castillo, fumettista cileno (n. 1925)
- Lucy Desmond, ginnasta britannica (n. 1899)
- Iosif Deutsch, pallanuotista rumeno (n. 1932)
- Memo Dittongo, attore italiano (n. 1937)
- Sozisa Dlamini, principe e politico swazilandese (n. 1912)
- Jim Doman, giocatore di poker statunitense (n. 1949)
- Eugen Drăguţescu, pittore romeno (n. 1914)
- Nina Dudarova, poetessa e traduttrice russa (n. 1903)
- Jean Fallot, filosofo francese (n. 1912)
- Ivo Fiorentini, allenatore di calcio italiano (n. 1898)
- Cosimo Fornaro, scrittore, poeta e insegnante italiano (n. 1928)
- Florian Furtwängler, regista cinematografico, attore e sceneggiatore tedesco (n. 1935)
- María Gallardo, cestista cilena (n. 1925)
- Emidio Graça, calciatore portoghese (n. 1931)
- Paul Hammond, batterista britannico (n. 1952)
- Attia Hamouda, sollevatore egiziano (n. 1914)
- Toshio Haneda, astronomo giapponese (n. 1910)
- Ugo Indrio, giornalista italiano (n. 1913)
- Pio Iorio, scultore e pittore italiano (n. 1904)
- Carlo Kaffenigg, allenatore di calcio e calciatore italiano (n. 1917)
- Seth Kane Kwei, scultore ghanese (n. 1922)
- Petro Kito, dirigente d'azienda albanese (n. 1921)
- Ronald Edward Latham, traduttore, latinista e medievista britannico (n. 1907)
- Marchese de la Franquerie, scrittore e saggista francese (n. 1901)
- Joe Lynn, calciatore inglese (n. 1925)
- Oscar Löfgren, orientalista svedese (n. 1898)
- Marcus Vinícius Dias, cestista brasiliano (n. 1923)
- Franco Montemurro, regista italiano (n. 1920)
- Shigeo Ogawa, imprenditore giapponese (n. 1917)
- Adolfo Oxilia, scrittore italiano (n. 1899)
- Mario Pagotto, calciatore e allenatore di calcio italiano (n. 1911)
- John Pearce, tennista australiano (n. 1923)
- Giuseppe Pomati, calciatore italiano (n. 1932)
- Eddie Ponti, giornalista, critico musicale e conduttore radiofonico italiano (n. 1929)
- Pavel Rakitjanskij, pentatleta sovietico (n. 1928)
- Saverio Rampin, pittore italiano (n. 1930)
- Ivana Rumor, attrice, showgirl e circense italiana (n. 1920)
- Wanda Rutkiewicz, alpinista polacca (n. 1943)
- Luigi Sacconi, chimico italiano (n. 1911)
- Valerie Saiving, teologa statunitense (n. 1921)
- Carlo Salemme, calciatore italiano (n. 1902)
- Anita Seppilli, antropologa e filologa classica italiana (n. 1902)
- Ugo Sciascia, attivista, conduttore televisivo e critico cinematografico italiano (n. 1911)
- Toshio Sekiyama, giocatore di go giapponese (n. 1937)
- Mario Sequi, regista e sceneggiatore italiano (n. 1913)
- Giovanni Serrando, boccista italiano (n. 1921)
- Hossein Soroudi, cestista, calciatore e dirigente sportivo iraniano
- Folco Tempesti, poeta, scrittore e docente italiano (n. 1912)
- Gennaro Trisorio Liuzzi, politico italiano (n. 1924)
- Almo Violin, ingegnere italiano (n. 1917)
- Robert Walls, calciatore scozzese (n. 1908)
- Wang Nanzhen, cestista cinese (n. 1911)
- Josef Zeman, sollevatore austriaco (n. 1906)
- Olivia Zúñiga, poetessa e scrittrice messicana (n. 1916)